# Ludgeri-Kirche (Norden)

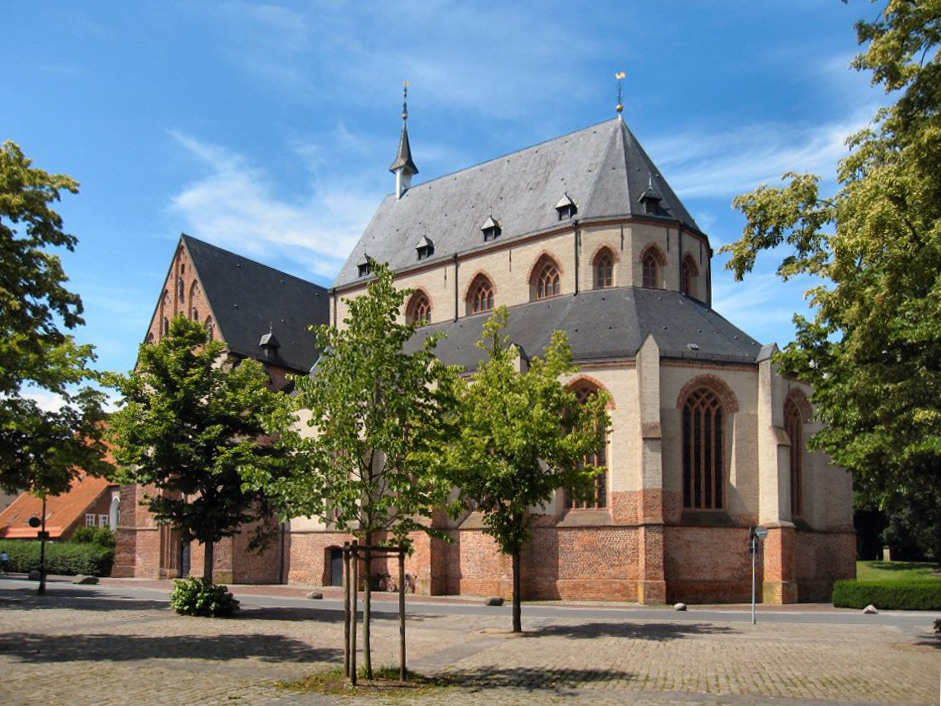
Die Ludgeri-Kirche in Norden

Die evangelisch-lutherische Ludgeri-Kirche steht im Zentrum des Marktplatzes der ostfriesischen Stadt Norden im Landkreis Aurich. Das romanisch-gotische Bauwerk wurde in mehreren Bauabschnitten vom 13. Jahrhundert bis Mitte des 15. Jahrhunderts errichtet.
Die Ludgerikirche ist mit rund 80 Metern Länge der größte erhaltene mittelalterliche Sakralbau Ostfrieslands. Der in der Außenansicht stark zergliederte Baukörper besteht aus drei Abschnitten, die auch in der Höhe variieren, und ist vor allem durch den um 1455 fertiggestellten gotischen Chor geprägt. Er überragt das gotische Querhaus und das romanische Langhaus deutlich. Der Chorraum ist mit seinem Umgang der einzige dreischiffige Sakralbau in Ostfriesland in der Art gotischer Kathedralenarchitektur. Der südlich neben der Kirche freistehende romanische Glockenturm ist durch eine Straße von der Kirche getrennt.
Die Ludgerikirche weist eine besonders reiche Ausstattung auf. Bedeutend sind insbesondere der Schriftaltar, die barocke Kanzel, das gotische Chorgestühl, das Taufbecken, das Epitaph des Unico Manninga und vor allem die Orgel von Arp Schnitger, historisch und klanglich ein Kunstwerk von internationalem Rang. Vorreformatorische Kunst des Mittelalters ist wegen des Bildersturms zur Zeit der Reformation nur in geringen Resten vorhanden, die nur im Querschiff und im Chor zu sehen sind.

## Geschichte

### Bau von zwei Kirchen im historischen Norder Stadtgebiet

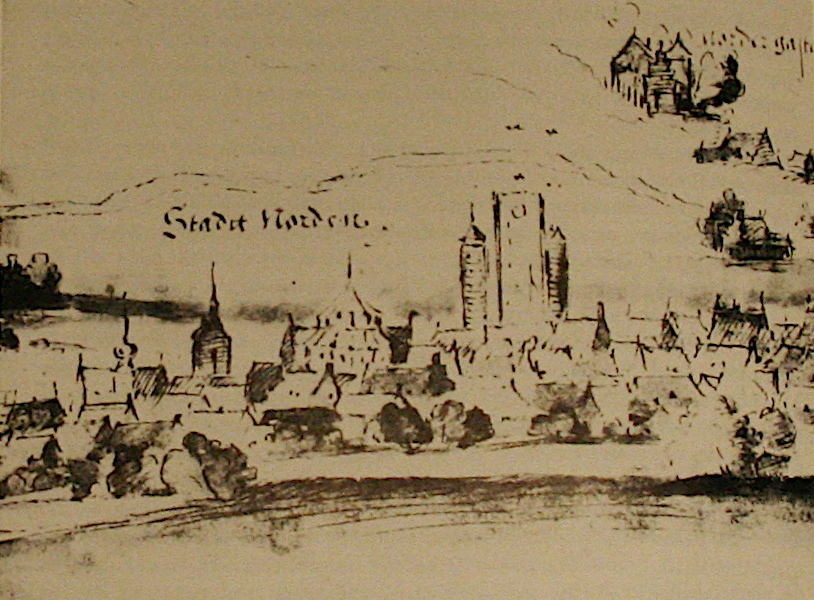
Norden um 1590. In der Mitte die Türme der Andreaskirche sowie der Chor und der Glockenturm der Ludgerikirche

Ungefähr zur gleichen Zeit wurden in Norden zwei Kirchen errichtet, deren Geschichte untrennbar miteinander verbunden ist, die Andreaskirche und die Ludgerikirche. Dies ist vermutlich auf die ungewöhnliche Entstehungsgeschichte des Ortes zurückzuführen. Er wurde nicht zentral gegründet, sondern entstand als gemeinsames Zentrum der umliegenden Bauerschaften Ekel, Lintel und Westgaste, die im Laufe der Jahre immer mehr zusammenwuchsen und so den Kern der Stadt Norden bildeten.
Das Areal, auf dem beide Gotteshäuser standen, liegt auf einer Sandinsel in der Marsch, die dem nordwestlichsten Ausläufer des ostfriesischen Geestrückens vorgelagert ist. Der eigentliche Kirchhügel hat eine Fläche von rund 150 × 90 Metern und erhebt sich an seiner höchsten Stelle auf 10,2 Meter über Normalnull. Für den Bau der Vorgängerkirche der Andreaskirche wurde der Hügel in der Mitte auf einer Fläche von 30 × 13 Metern um 0,6 Meter mit Heidesoden erhöht, später dann auch in den Randbereichen durch Aufbringung von humosem Sand.
Die erste Stadtkirche war die Andreaskirche. Sie stand nördlich der heutigen Ludgerikirche und hatte einen Vorgängerbau aus Holz, an dessen Stelle im 12. Jahrhundert eine rechteckige Einraumkirche aus Tuffstein als erster steinerner Kirchenbau des Ortes errichtet wurde. Dieser wurde später zu einer Basilika ausgebaut. Im Jahr 1531 wurde die Andreaskirche bei innerostfriesischen Auseinandersetzungen weitgehend zerstört. Versuche, sie wieder aufzubauen, schlugen fehl. Die letzten Reste des Baus wurden 1756 abgetragen.
Die Andreaskirche diente vermutlich für das sich entwickelnde städtische Gemeinwesen als Gotteshaus. Das wird damit erklärt, dass die Kirche dem Patronat des Apostels Andreas anvertraut war. Er war der Schutzpatron der Stadt und ist Schildhalter des Norder Stadtwappens.
Die Ludgerikirche war zunächst für das Norder Umland zuständig. Das Gotteshaus war die Sendkirche des Norderlandes und war Liudger, dem Apostel der Friesen und Schutzheiligen der Landesgemeinde, gewidmet. In ihr wurde in kirchlichen und weltlichen Angelegenheiten Recht gesprochen. Auch die Ludgerikirche hatte wohl einen weit älteren Vorgängerbau aus Holz. Ob ihm zunächst ein Tuffsteinbau folgte, bevor der heute noch erhaltene spätromanische Backsteinbau entstand, ist ungewiss. Fundamentreste einer Apsis aus Tuffstein wurden 1967 beim Heizungseinbau im Bereich der Vierung gefunden.

### Die Ludgerikirche vom 13. Jahrhundert bis zur Reformation

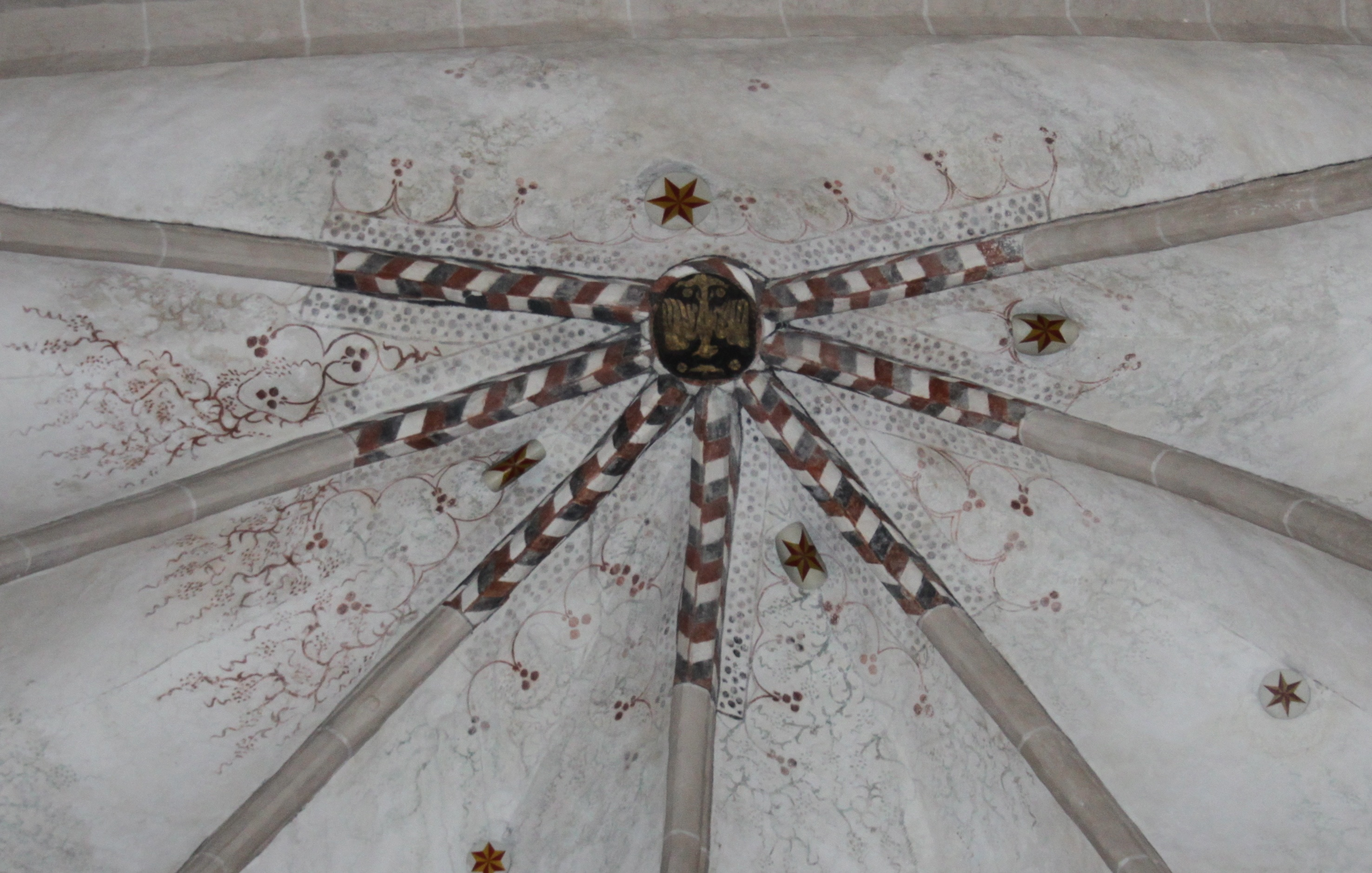
Cirksena-Wappen im Schlussstein des östlichsten Hochchorgewölbes

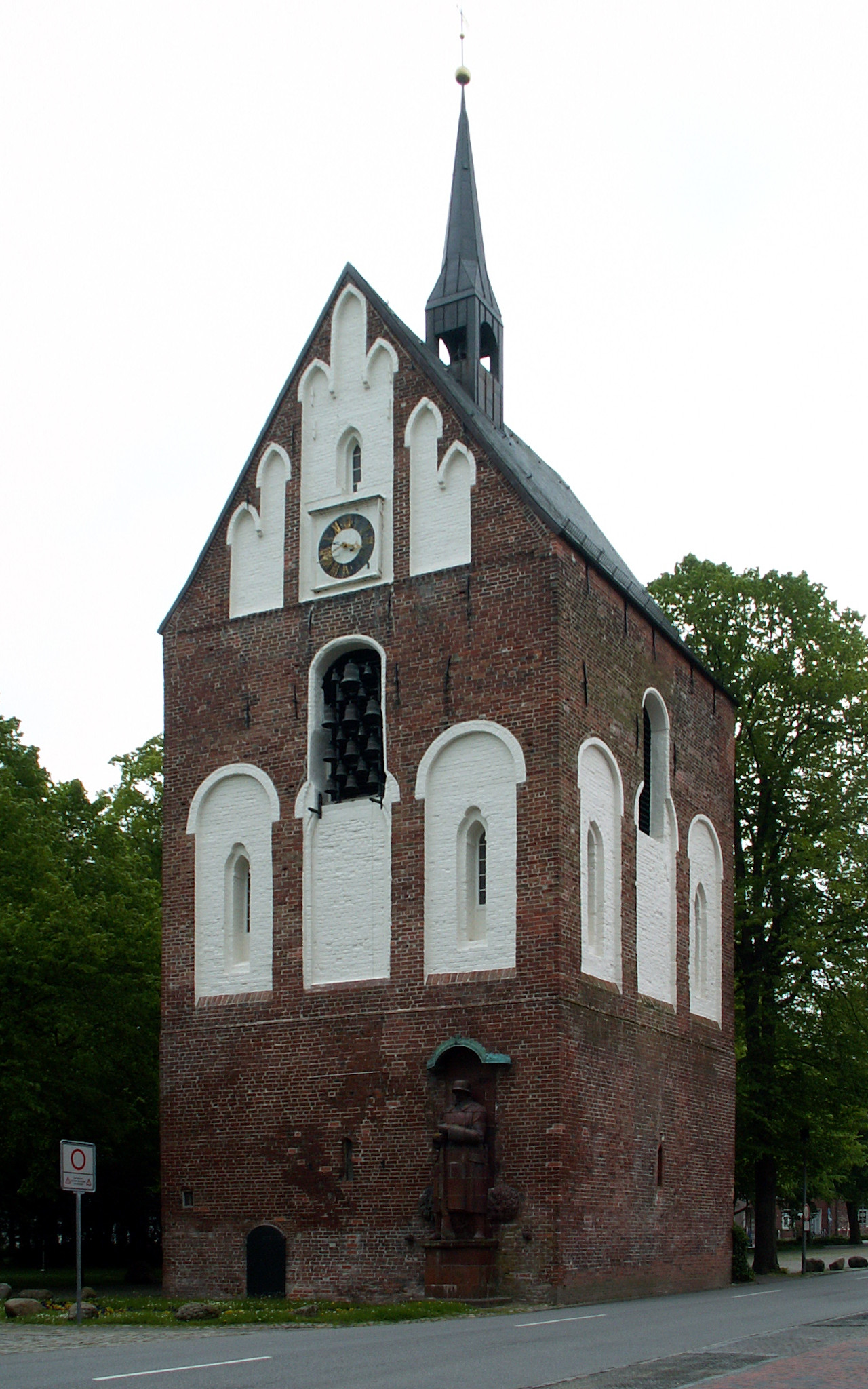
Der frühgotische Glockenturm mit noch einigen rundbogigen Blenden

In der ersten Hälfte des 13. Jahrhunderts (Datierungsversuche seit 1945 schwanken zwischen 1200/1220 und 1230/1250) wurde die rechteckige Einraumkirche aus Backstein erbaut, die mit einer Länge von 41 und einer Breite von 13 Metern etwas größere Dimensionen als die benachbarte Stadtkirche hatte. Dies wird als Ausdruck der Konkurrenzsituation gedeutet, in der sich Stadt- und Landeskirche befanden. Im Osten war dieser Bau mit einer halbrunden Apsis aus Tuffstein abgeschlossen, was zu der Zeit nichts Ungewöhnliches war. Wegen dogmatisch-ideologischer Bedenken gegen von Menschenhand hergestellte Steine hielt man nämlich Natursteine für den Altarraum damals noch für angemessener. Der Bau hatte je zwei Eingänge an der Nord- und Südseite, kleine Rundbogenfenster und eine flache Holzbalkendecke. Die Ausstattung wird, wie zu der Zeit üblich, nur aus einem Taufstein und einem gemauerten Altartisch bestanden haben, denn Kanzel, Altaraufsatz, Leuchter und andere Ausstattungsgegenstände waren damals noch unüblich. Es gab auch noch kein festes Gestühl. Die Gläubigen mussten stehend der heiligen Messe beiwohnen.

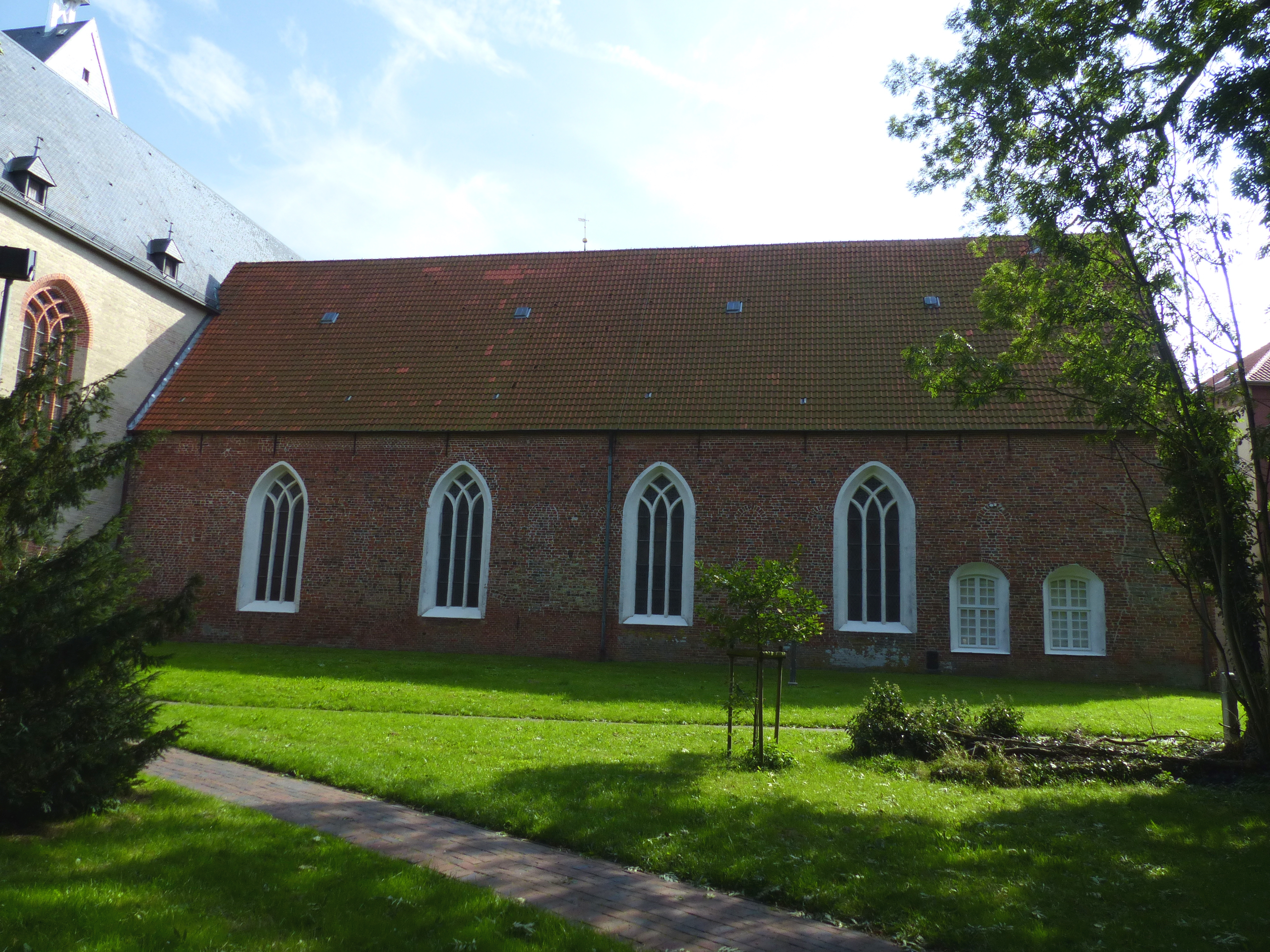
Schiff mit vermauerten alten Fenstern, überwiegend rundbogig, im westlichen Joch schon spitzbogig

Der Glockenturm wurde im frühen 14. Jahrhundert erbaut in der Übergangszeit von der Romanik zur Gotik. Nach alter ostfriesischer Sitte, die mit dem häufig unsicheren Baugrund zu tun hatte, aber auch auf germanisch-heidnische Ursprünge zurückgeführt wird, ist er wie bei den meisten mittelalterlichen Kirchen Ostfrieslands freistehend. Etwa um die gleiche Zeit wurde die vorgebaute Westfassade mit einer für die Frühgotik charakteristischen Gestaltung des Giebeldreiecks errichtet, nachdem ein Teil des Giebels offenbar 1296 bei einem Gewitterbrand oder 1318 durch ein Erdbeben eingestürzt war.

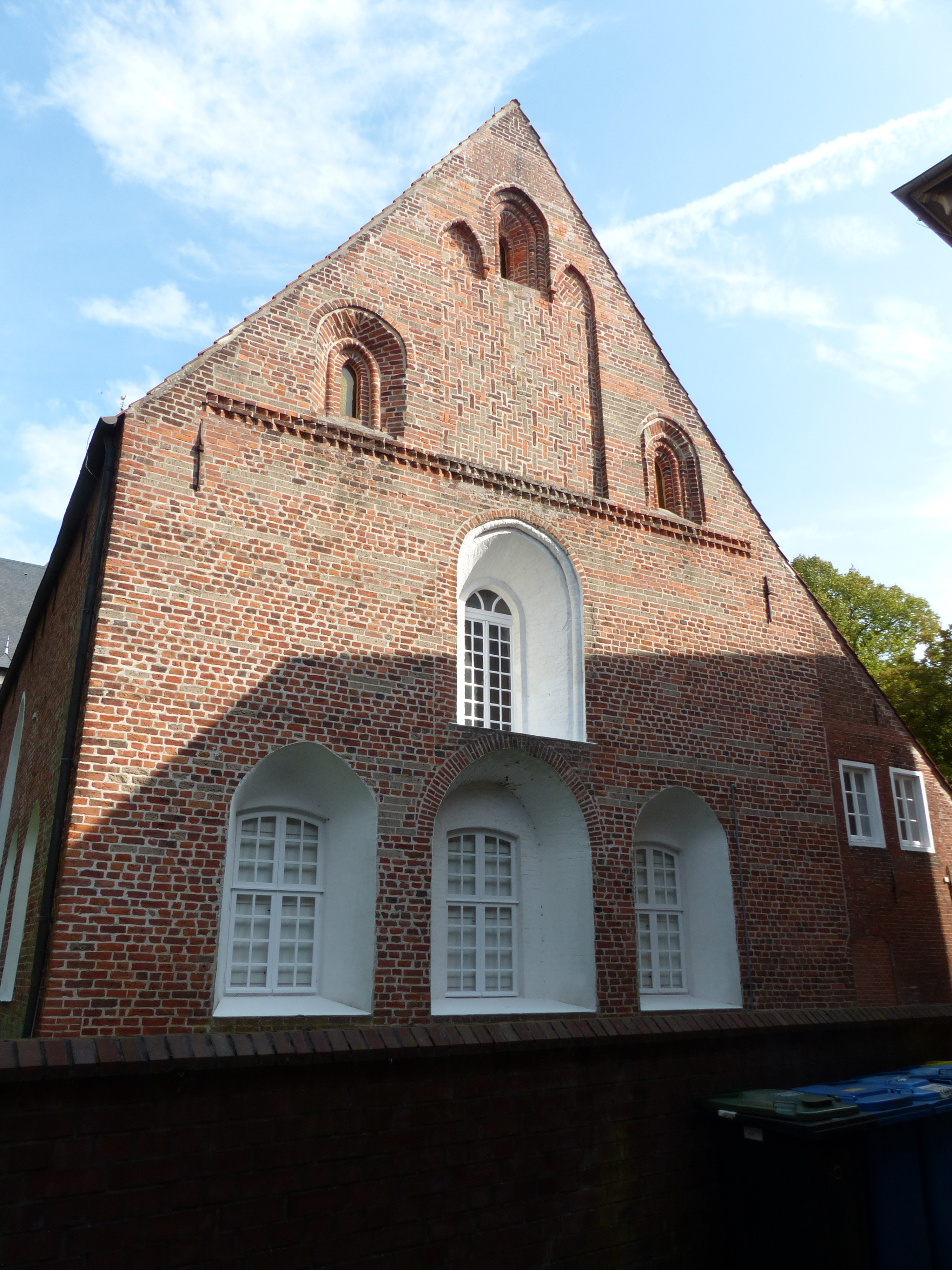
Frühgotischer Westgiebel

Im 14. Jahrhundert wurde Ostfriesland von einer Welle der Volksfrömmigkeit erfasst, die mit einer starken Heiligenverehrung einherging. Parallel dazu wuchs das Bedürfnis, geeignete Standorte zur Aufstellung von Nebenaltären zu schaffen. Vermutlich um 1318 wurde die Ostapsis abgerissen und mit dem Bau eines gotischen Querschiffs mit drei quadratischen Kreuzgewölben an das romanische Langhaus begonnen. Schon ein gutes Jahrhundert später wurde nach Einsturz der Gewölbe das ganze Querhaus mit verstärkten Mauern und Pfeilern in der heutigen erhöhten Gestalt wiederaufgebaut. Von diesem Vorgang berichtet die Inschrift außen über dem Südportal, die zugleich die einzige sicher überlieferte Jahreszahl in der Baugeschichte der Ludgerikirche bietet. Sicher war allerdings bis 1987 nicht, ob sie sich, wie vielfach angenommen, auf den Beginn des Hochchorbaus oder auf den Wiederaufbau des Querschiffs bezieht. Die letztere Lesart gilt seit 1987 als sicher, nachdem der Norder Altphilologe Gerd Dickers die seit Jahrhunderten stark verwitterte sandsteinerne Inschrift nach intensiver wissenschaftlicher Arbeit rekonstruieren konnte. Seither ist die lateinische Inschrift als ergänzte Kopie wieder an ihrem alten Platz angebracht und lautet nun in deutscher Übersetzung: Im Jahre des Herrn 1445 ist dieses Gebäude wiederhergestellt worden mit Hilfe des edlen Junkers Ulrich, des Häuptlings zu Norden, durch die Fürsorge des Pfarrkollegiums und der Bürger von Norden. Das Querhaus hat heute eine Länge von 32 und eine Breite von fast 12 Metern. Das steile Dach ist mit Schiefer gedeckt. War das romanische Langschiff noch recht schlicht gehalten, trat im Querschiff erstmals architektonischer Formenreichtum auf. Die Südseite wurde zur repräsentativen Schaufassade ausgebaut und ist durch fünf gestaffelte Blendnischen und eine spätgotische, spitzbogig geschlossene Nische reich gegliedert. Im nördlichen Querhausportal wurde ein Türsturz mit giebelförmigem Abschluss eingelassen, der vermutlich von der abgegangenen Andreaskirche stammt. Am Wiederaufbau des Querschiffs und an der Errichtung des Chors war der Norder Häuptling und spätere erste Reichsgraf Ostfrieslands, Ulrich Cirksena, maßgeblich beteiligt. Sein Familienwappen befindet sich in den Schlusssteinen des Vierungs- und des östlichen Hochchorgewölbes. Der Chor wurde wahrscheinlich von einer wandernden Bauhütte errichtet, die zuvor den Chor der Martinikerk in Groningen gebaut hatte. Der Anbau größerer Chorbauten an ältere Kirchen entsprach dem Zeitgeist, wie er auch bei der St.-Sebald-Kirche in Nürnberg, dem Aachener Dom und dem Freiburger Münster erkennbar ist. Zur Erstausstattung des Chores, der spätestens um 1455 fertiggestellt gewesen sein dürfte, gehörte sicherlich auch der geschnitzte Hochaltar, von dem nur noch der spätgotische Baldachin mit dem reichhaltigen Schnitzwerk erhalten ist.

### Die Ludgerikirche von der Reformation bis zur Gegenwart

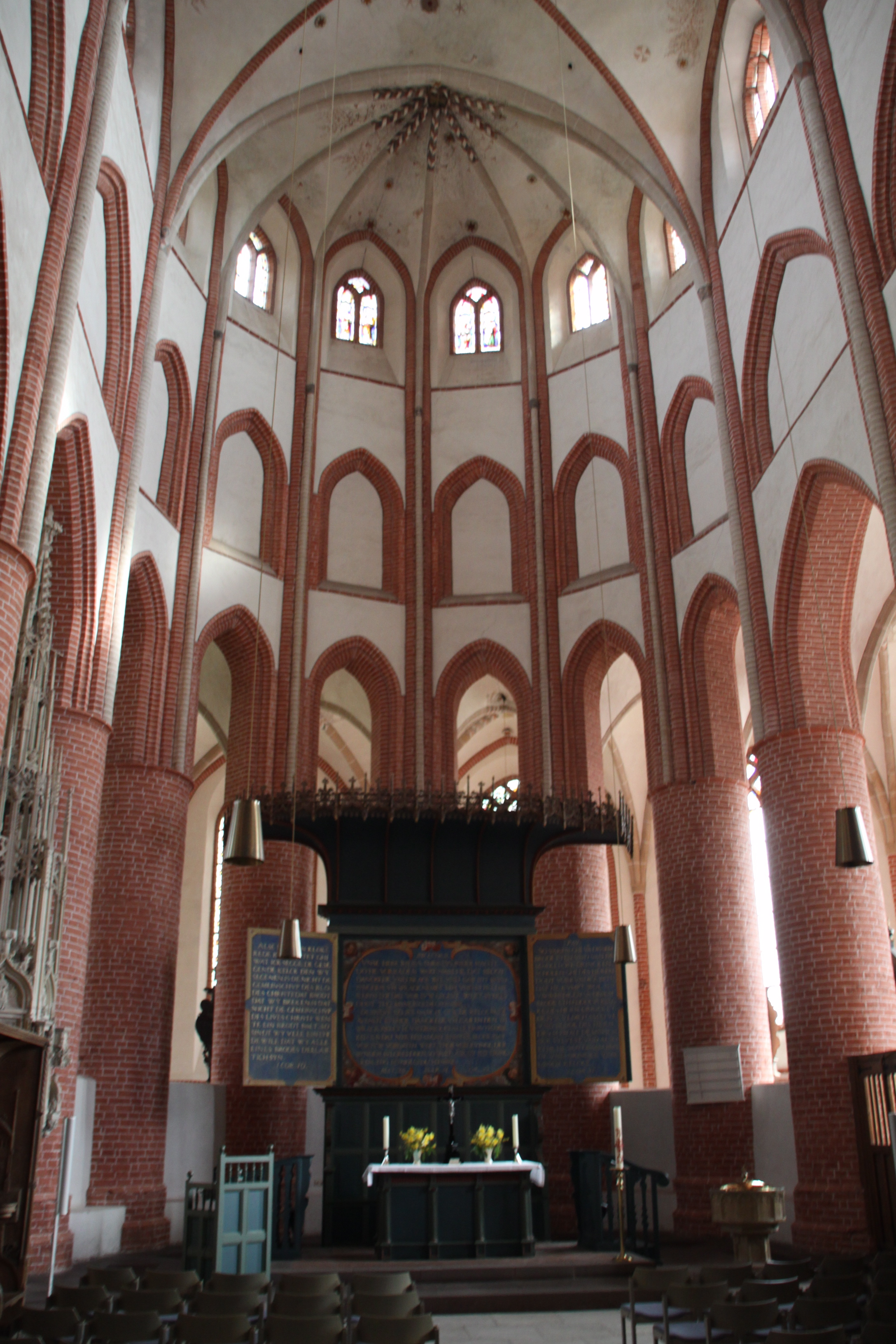
Der Hochchor ist in drei Ebenen gegliedert.

Die Reformation hielt im Jahre 1527 Einzug in Norden. Infolgedessen wurden die meisten Bildwerke zerstört oder übertüncht. 1576/77 wurde der Hochaltar in einen Schriftaltar umgewandelt (siehe Flügelaltar der Ludgeri-Kirche (Norden)). Dies entsprach dem reformierten Verständnis des nun am Schriftaltar zu lesenden zweiten Gebotes: DV SCHALT DY NENE BILDE NOCH GELIKENISSE MAKE. BEDE SE NICHT AN VND DENE EN NICHT. (Du sollst dir kein Bildnis noch irgendein Gleichnis machen. Bete sie nicht an und diene ihnen nicht.).
Nach der Zerstörung der Andreaskirche 1531 durch Balthasar von Esens übernahm die Ludgerikirche deren Funktion als Stadtkirche. Vermutlich wurden einige Teile des figürlichen Schmucks von der Ruine an den Fassaden der Ludgerikirche angebracht. Der Großteil davon ist heute im Chorumgang ausgestellt. Über dem Nordportal des Querhauses befindet sich ein Relief mit der Anbetung der Könige, das aus der Zeit um 1240 erhalten blieb.
Nach der Reformation wirkten in der Ludgeri-Kirche sowohl lutherische als auch reformierte Pastoren. Dabei gewann mal die eine, mal die andere Konfession die Oberhand. Seit 1565 war das erste Pfarramt mit dem gemäßigt reformierten Pastor Andreas Larletanus und das zweite Pfarramt mit Adolph Empenius besetzt, der ein eher kämpferischer Reformierter war. Als Larletanus am 13. Juli 1577 überraschend verstarb, geriet Norden in den Machtkampf der Brüder Edzard II., der lutherisch gesinnt war, und dem reformierten Johann II. Beide hatten zu jener Zeit gemeinsam die Souveränität über Ostfriesland inne, regierten jedoch de facto jeder für sich. In Norden beanspruchten beide Brüder das Recht, die vakante Pfarrstelle zu besetzen. In diesem Machtkampf setzte sich letztlich Edzard II. durch und im Frühjahr 1578 wurde auch Adolph Empenius seines Pfarramts enthoben und seine Stelle mit einem Lutheraner besetzt. Die Reformierten wichen in dieser Zeit zunächst auf das Gasthaus aus, das Johann II. ihnen als Predigtstätte zuwies. Seitdem sie auch dort im Jahre 1579 vertrieben wurden, war Norden für lange Zeit ausschließlich lutherisch. Anderen christlichen Konfessionen war es daraufhin bis in das 18. Jahrhundert verboten, ihren Glauben öffentlich zu praktizieren.
1746 erhielt das Langschiff das Holztonnengewölbe. Im 18. Jahrhundert nahm die Gemeinde vom calvinistischen Bilderverbot Abstand und ließ im Jahre 1785 drei Gemälde des Groninger Porträt- und Historienmalers Friedericus Carolus de Hosson auf die Innenseiten der Schrifttafeln des Hochaltars nageln und die Außenseiten einfarbig übermalen. In der Mitte des Altars befand sich nun eine Darstellung des Abendmahls, links und rechts daneben Gemälde der Kreuzigung und der Kreuzabnahme Jesu.
In den zwanziger Jahren des 19. Jahrhunderts wurde der Westteil des Langschiffs abgetrennt und als Schule genutzt. Dadurch fehlte der Lichteinfall des großen Westfensters und der Kirchenraum wurde, vor allem unter den Emporen, zu dunkel, weswegen 1840 die großen Spitzbogenfenster an der Nord- und der Südwand angebracht wurden.
Gegen Ende des 19. Jahrhunderts wurden zwei große Fenster an der Nord- und Südseite des Querschiffs eingebaut. Sie zeigen die Reformatoren Martin Luther und Philipp Melanchthon. Das nördliche wurde 1889 zur Erinnerung an die Feierlichkeiten zum 400. Geburtstag des Reformators im Jahr 1883 eingefügt. Das Fensterbildnis des Melanchthon folgte 1898.
Von 1956 bis 1968 fanden umfassende Sanierungsarbeiten in sieben Bauabschnitten statt. In den Jahren 1980–1985 folgte eine umfassende Kirchenrenovierung, bei der Dächer und Außenmauerwerk ausgebessert und gesichert wurden. Von 1981 bis 1985 wurde die Orgel restauriert. Im Verlauf der Arbeiten wurden auch die Innenfarben der Kirche in ihrer ursprünglichen Fassung freigelegt und der Altarbereich in der Vierung neu gestaltet. Die Altargemälde wurden im Jahre 1983 im Zusammenhang mit der Wiederherstellung des Schriftaltars restauriert und anschließend an der Südwand des Langschiffs aufgehängt.

## Baubeschreibung

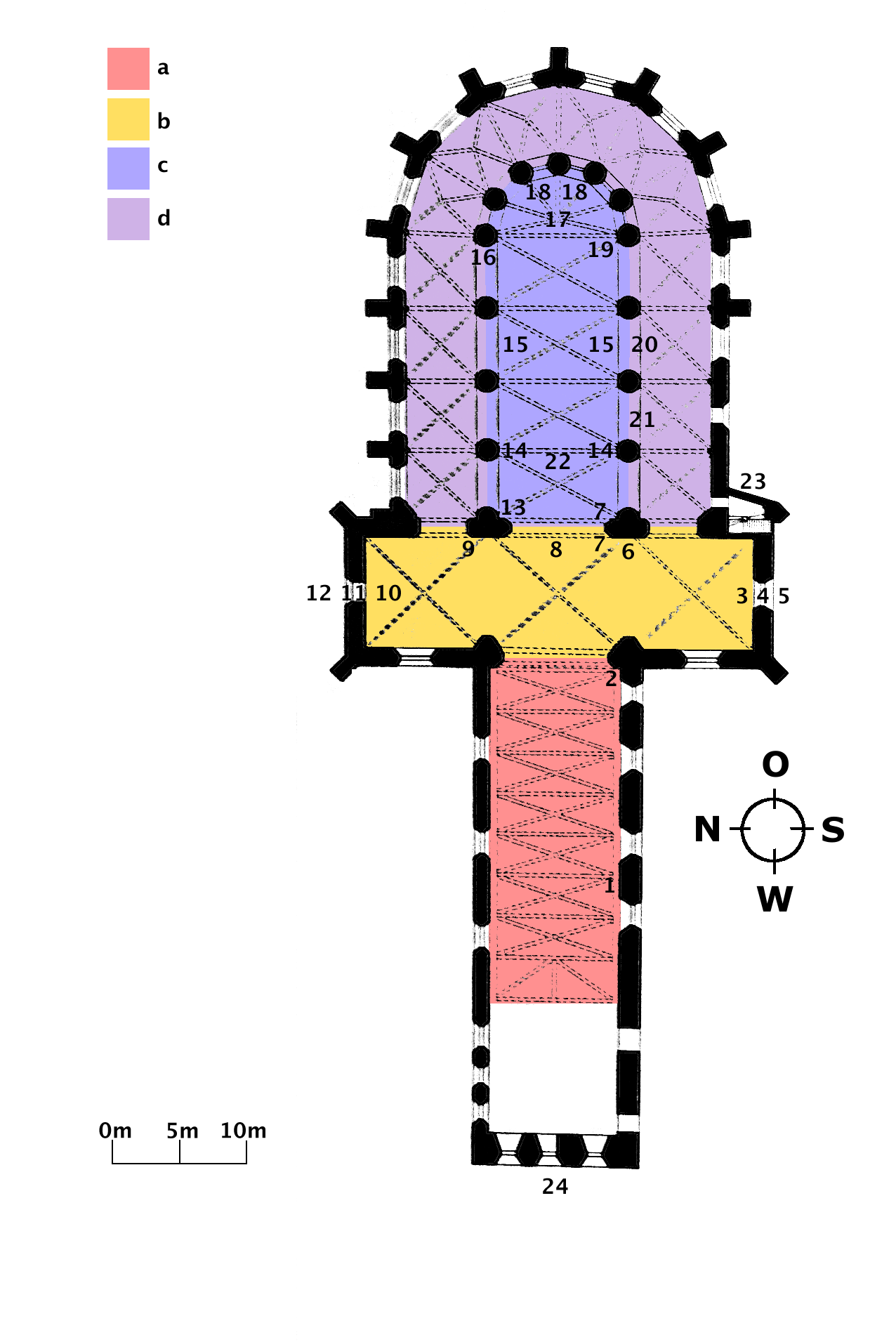
Grundriss der Ludgerikirche mit farbig markierten Bauteilen, sowie Ziffern für einzelne Ausstattungsstücke. Der weiß gehaltene Bereich des Langhauses ist heute Eingangsflur und Sitzungszimmer.

Die Ludgerikirche ist mit rund 80 Meter Länge der größte Sakralbau in Ostfriesland und war mit Fertigstellung des Chores länger als die bis dahin größte Kirche Ostfrieslands, die St.-Marien-Kirche in Marienhafe, die bis zu ihrem Teilabbruch 1829 75 Meter lang war. Der in der Außenansicht stark zergliederte Baukörper der Ludgerikirche besteht aus drei Abschnitten, die auch in der Höhe variieren.
Im heutigen Langhaus aus rotem Backstein sind die Dimensionen des romanischen Kirchenbaues nach Abtrennung der Apsis und dem Einbau der Schule innen etwas verkürzt erkennbar. Das Langhaus der ursprünglichen Saalkirche ist von einem 1746 eingezogenen, den Raum etwas erhöhenden und damit dem Querschiff angleichenden Holztonnengewölbe gedeckt. An das Westende der Kirche ist auf der Südseite zum Marktplatz hin die ehemalige Küsterei mit Schleppdach angebaut. Die Langseiten werden ansonsten durch große spitzbogige Fenster mit Maßwerk (um 1840) gegliedert. Spuren von den einstigen kleinen Rundbogenfenstern sind im Mauerwerk der Nordwand noch zu erkennen und von innen als kleine Rundbogennischen zu sehen. Die westliche Giebelseite weist im aufwendig gestalteten Giebeldreieck leicht spitzbogige Blendnischen mit drei kleinen schmalen Fenstern auf, darunter den oberen Teil des ursprünglich großen Westfensters des Kirchenraumes, auch schon leicht spitzbogig, und im unteren Bereich drei Fenster mit schlichten rundbogigen Laibungen, die für die Belichtung der um 1820 dort eingerichteten Schulräume eingebrochen wurden, wie auch die entsprechenden zwei Fenster im westlichen Teil der Nordwand.
Es folgen das Querhaus (1445 wiederaufgebaut und dabei vergrößert) mit einer Breite von rund 32 Metern und einer Länge von etwa 12 Metern sowie der gotische Chor (um 1455 fertig geworden). Die beiden Querarme verfügen an der westlichen und an der Giebelseite über je ein großes spitzbogiges Fenster mit Maßwerk. An der Ostseite schließt sich der eingerückte Umgang des Chors an. Das nördliche Querhaus weist nur im Sockelbereich Backstein auf, ist ansonsten aber mit hellem Tuffstein aufgeführt und im Giebeldreieck mit drei spitzbogigen Blenden verziert. Die unterschiedlichen Baumaterialien an der südlichen Giebelseite unterstreichen die Gliederung in drei Ebenen: Das untere Drittel besteht wie das Giebeldreieck aus roten Backsteinen, während der mittlere Bereich mit dem Maßwerkfenster aus Tuffstein gebildet ist. Das südliche Giebeldreieck wird von fünf schmalen Blendnischen verziert, in denen Sandsteinstatuetten auf Konsolen stehen. Beide Giebelseiten werden durch reich profilierte korbbogige Portale geprägt, über denen Blendnischen mit profilierten Spitzbogen angebracht sind.
Mit einer Länge von 33 und einer Breite von 26 Metern sowie 21 Meter Scheitelhöhe überragt der Chor den restlichen Baukörper, der mit Abschluss der Bauarbeiten zur Kreuzkirche wurde, deutlich. Der Chor ist mit seinem Umgang der einzige dreischiffige Sakralbau in Ostfriesland in der Art gotischer Kathedralenarchitektur. Er ist polygonal (vieleckig) abgeschlossen. Die Vielzahl großflächiger Fenster lassen ihn innen leicht und lichtdurchflutet erscheinen. Die Wände des Obergadens werden durch 13 Rundpfeiler gestützt und sind mit Spitzbogen-Arkaden verbunden. Über den Kapitellen der Rundpfeiler setzen die birnstabförmigen Gewölbedienste an, die in die Rippen übergehen und schließlich in Schlusssteinen ausmünden. Das aufstrebende Mittelschiff ist in drei Zonen mit profilierten Spitzbögen gegliedert: unten Bögen zwischen Hochchor und Umgang, in der Mitte Blendnischen und als Abschluss die Obergadenfenster mit schrägen Laibungen. Sowohl im Querschiff als auch im Chor befinden sich nur Kreuzgewölbe. Dies ist ungewöhnlich, da zu der Bauzeit andernorts häufiger die Netz- und Sterngewölbe verwendet wurden. Der Sockelbereich besteht aus Backstein, der auch für das Maßwerk und die Spitzbogen der Fenster sowie den schlichten Fries unter der Dachtraufe eingesetzt wurde; ansonsten ist für den Chor Tuffstein verwendet worden (original der z. T. noch erhalten gebliebene dunklere, poröse Römertuff, bei der Restaurierung 1981–1983 der hellere, festere Weiberner Tuff, um einer erneuten baldigen Verwitterung vorzubeugen). Abgetreppte Strebepfeiler zwischen den Fenstern stützen den Umgang.

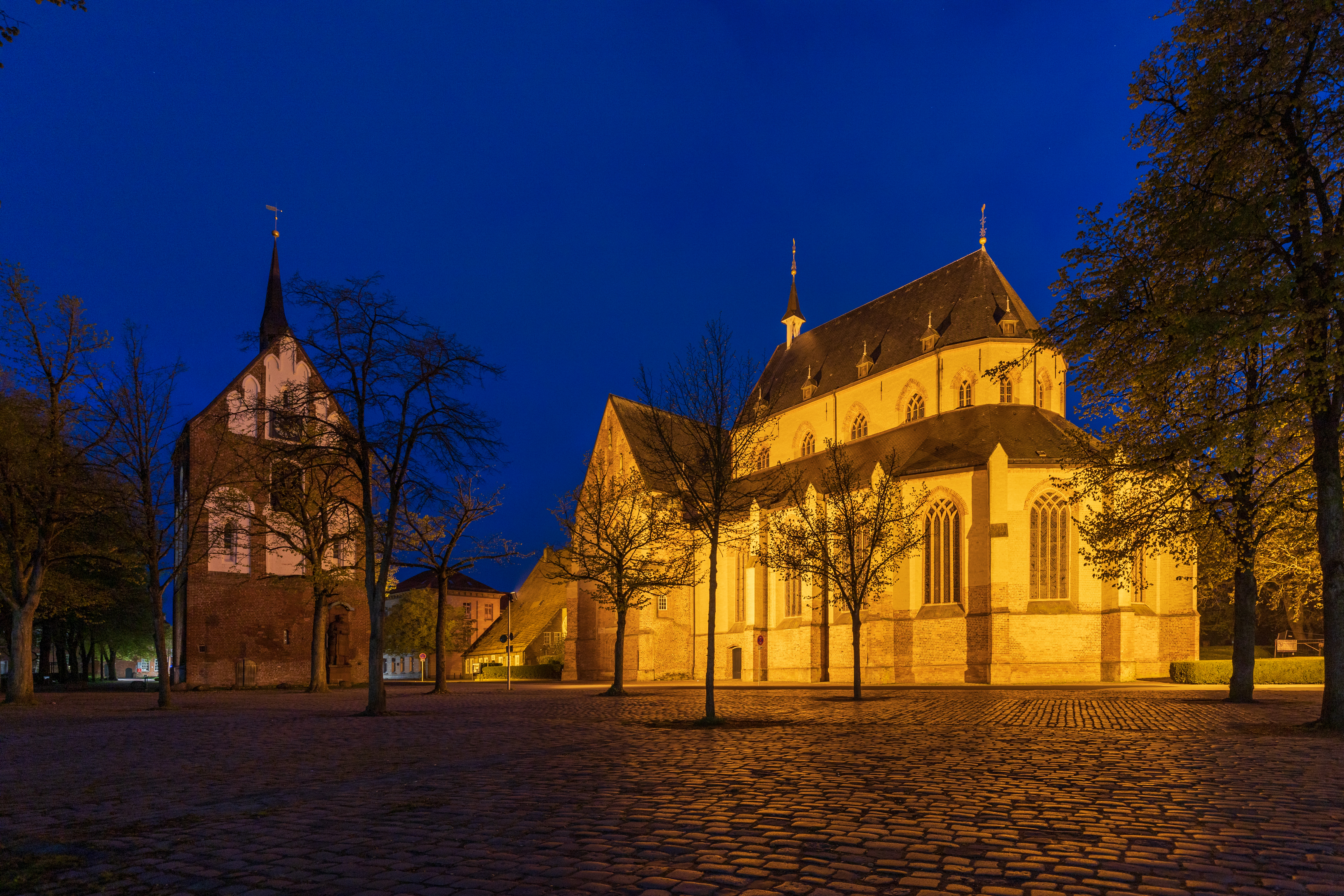
Blick vom Marktplatz auf die Ludgerikirche, links der freistehende Glockenturm

Der Glockenturm ist ein Bauwerk des geschlossenen Typs. Wie bei fast allen mittelalterlichen Kirchen Ostfrieslands ist er freistehend. Er befindet sich südlich des romanischen Langschiffs und ist von der Kirche durch eine Straße getrennt. Unterhalb der Schallarkaden und in den Giebeln ist er mit weiß gekalkten Blendbögen gegliedert, während in den Blendnischen des Giebeldreiecks Spitzbögen vorherrschen. Das Untergeschoss wurde früher von der Stadtwaage genutzt. Heute befindet sich dort eine Gedenkstätte für die Gefallenen der Weltkriege. An der Ostseite des Turmes wurde eine aus Terrakottateilen geformte Gestalt eines deutschen Soldaten als Ehrenmal für die Gefallenen des Ersten Weltkrieges angebracht.
Zusammen mit dem Glockenturm ist die Kirche das zentrale Bauwerk auf dem 6,678 Hektar großen Marktplatz der Stadt.

## Ausstattung

### Langhaus

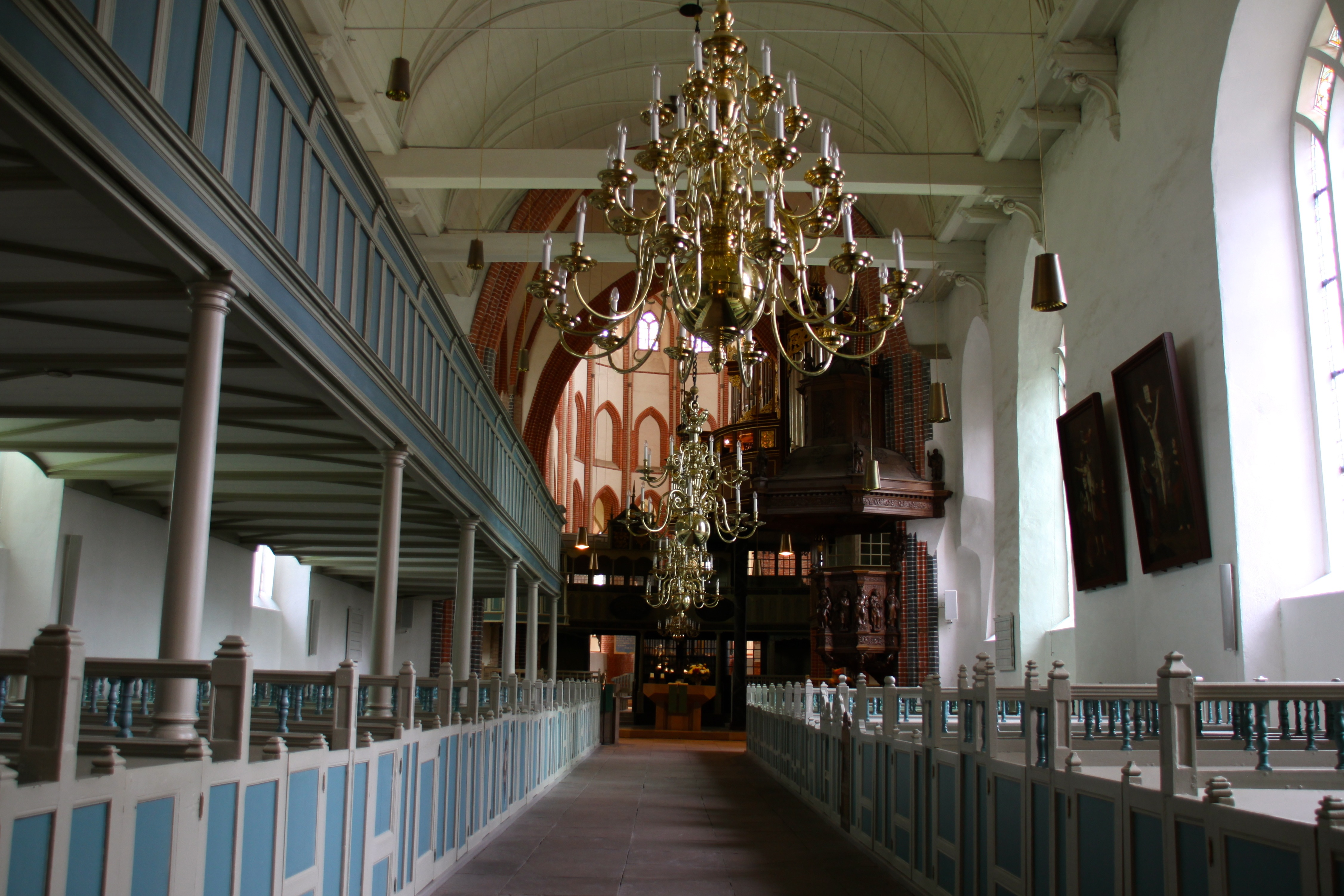
Das romanische Langhaus bildet den ältesten Gebäudeteil

An der Südwand hängen seit 1983 die drei großen Altargemälde, die 1785 von dem Groninger Historienmaler Friedr. Corn. de Hosson für den Hochaltar geschaffen wurden. Sie zeigen das Abendmahl, die Kreuzigung Christi und die Kreuzabnahme.

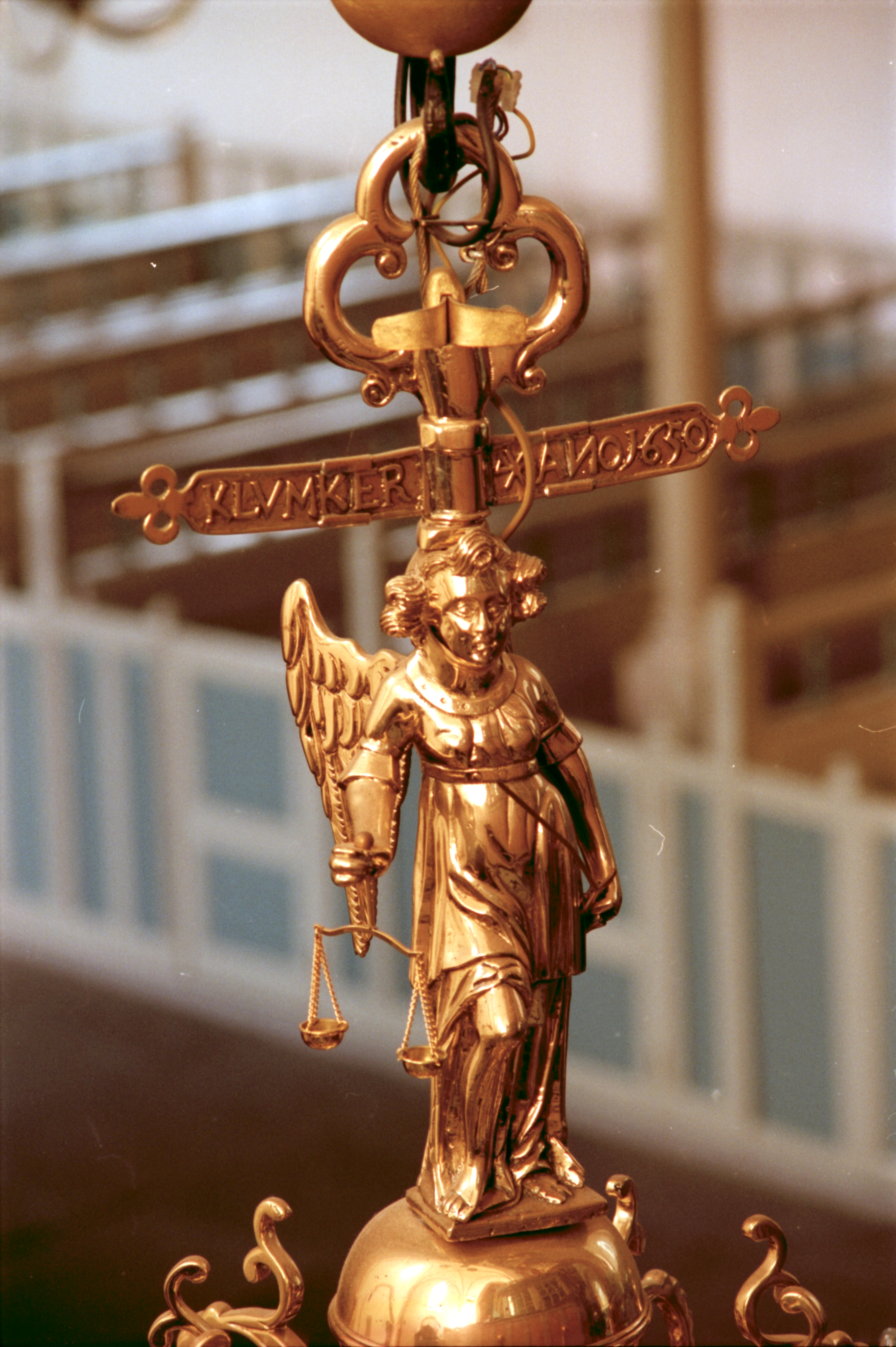
Detail des Kronleuchters von 1650 mit dem Erzengel Michael

Der Kronleuchter am Westende des Langschiffs wurde 1927 anlässlich des 400-jährigen Reformationsjubiläums in Norden von Mitgliedern der Kirchengemeinde gestiftet. Er ist der jüngste von den insgesamt sechs Messing-Kronen, die im Lang- und Querschiff und im ersten Chorjoch hängen. Die meisten stammen aus dem 17. Jahrhundert, die älteste von ihnen von 1643. Sie gehören zu den prächtigsten in Ostfriesland und sind überwiegend von Gemeindegliedern gestiftet. Von 1650 stammt die Krone mit dem Erzengel Michael, die zwischen Kanzel und Orgel hängt, von 1689 die mit dem Pelikan (Symbol des sich aufopfernden Christus), die vorm Rückpositiv der Orgel hängt.

#### Gestühl
Das Gestühl und die Emporen wurden erst nach der Reformation eingebaut. Die Türchen des ebenerdigen Kastengestühls sind vereinzelt noch mit Wappen, Hausmarken, Monogrammen und Jahreszahlen versehen, die vom einstigen Privatbesitz zeugen. Die geschlossene, schlichte und nur an den Rückenlehnen mit Reihen von gedrechselten Holzstäben verzierte Bauweise sorgte in früheren Zeiten dafür, die Wärme einfacher Fußwärmer, in denen ein Stück Torf glühte, zu halten. Um 1690 wurde das Sitzplatzangebot durch den Bau der großen Emporen im Langschiff erweitert.

#### Kanzel

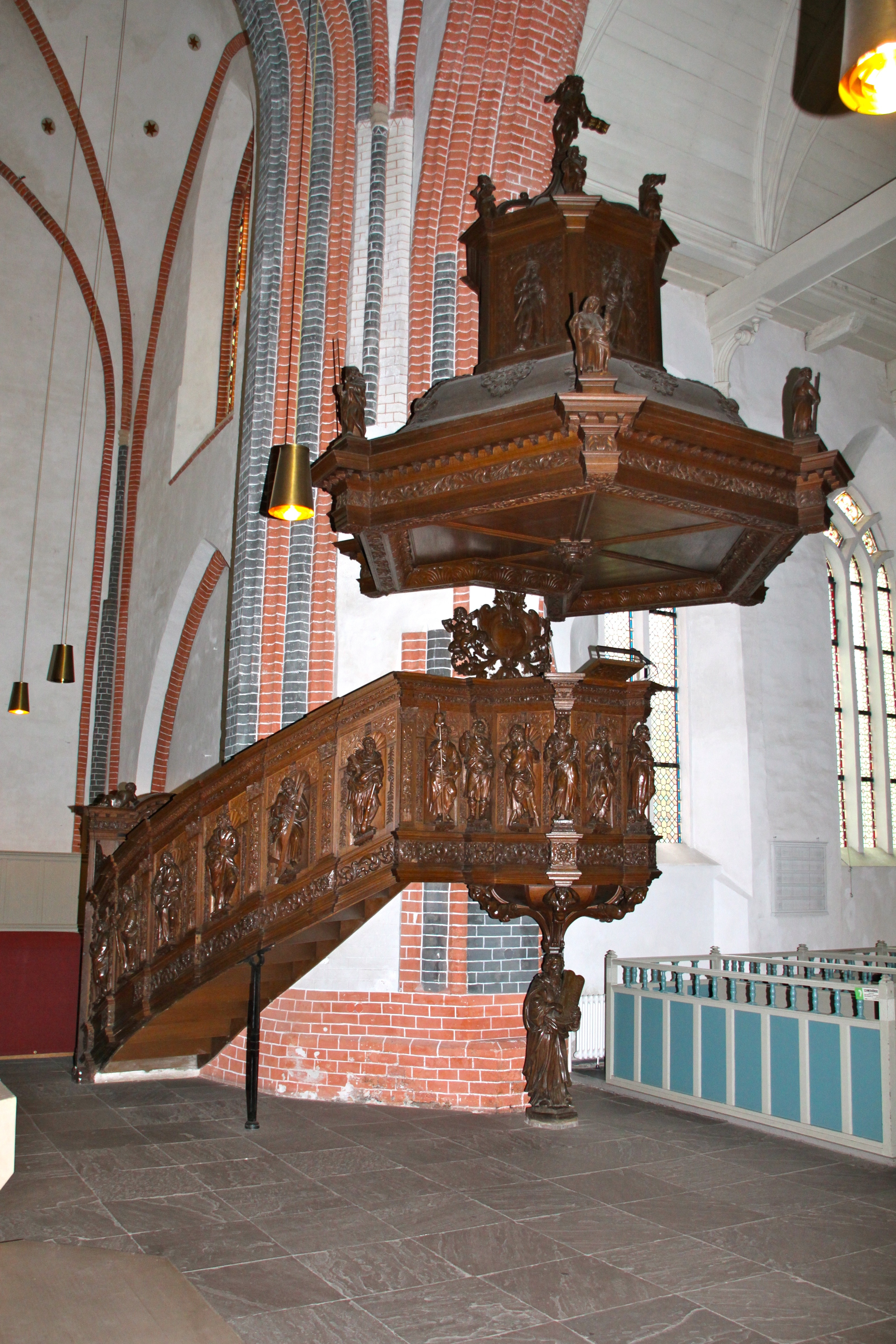
Die Garrels-Kanzel von 1712 mit reichem Schnitzwerk

Die barocke Kanzel wurde 1712 geschaffen und die alte schlichte Kanzel von 1588 an die Ardorfer Kirche verschenkt. Die neue ist ein Werk des aus Norden stammenden und damals in Hamburg, später in den Niederlanden wirkenden Orgelbauers Rudolf Garrels, eines Schülers Arp Schnitgers. Im Kontrakt für die Kanzel und an der Innenseite der Eingangstür findet sich die ältere Schreibweise „Redolph Garrelts“. Die Kanzel ist holzsichtig und zeigt wichtige Stationen der biblischen Heilsgeschichte. Sie wird von Mose gestützt, der die beiden Gesetzestafeln mit den Zehn Geboten in den Händen hält. Am Treppenaufgang und dem Kanzelkorb befinden sich 18 weitere geschnitzte Figuren des niederländischen Bildhauers und Holzschnitzers Jan de Rijk. Zentrale Figur ist Jesus, dargestellt als Salvator Mundi mit der Unterschrift I. S. MUNDI. Ihm zur Seite stehen rechts Johannes der Täufer und die vier Evangelisten, abwechselnd unter einem Rundbogen in den Feldern und an den Ecken hervortretend. Links wird Christus flankiert von Petrus, Andreas, Jakobus dem Älteren und Thomas. Die Reihe findet am Treppenaufgang ihre Fortsetzung mit sechs Figuren (von oben nach unten): die Apostel Jakobus der Jüngere, Judas Thaddäus, Simon, Matthias und Paulus sowie schließlich Martin Luther. Die Kanzel verfügt über zwölf Stufen und eine Innentür zum Kanzelkorb, auf der Philippus und Bartholomäus dargestellt sind. Die Figuren stehen auf Konsolen, die mit ihren Namen versehen sind. Fast alle sind auch durch ihre Attribute gekennzeichnet. Thomas hielt lange Zeit den Pilgerstab seines Nachbarn Jakobus (inzwischen korrigiert), an dem oben ein kleiner Beutel mit Schnalle und eine Kürbisflasche angebracht sind. Die abgebrochenen Finger des Jakobus können den Stab nämlich nicht mehr sicher halten. Ungewöhnlich sind der Beutel und das umgekehrte Kreuz als Attribute bei Thaddäus. Auf dem Türrahmen zur Kanzeltreppe ist Mose in gebückter Haltung dargestellt, der Gottes Befehl gehorcht und angesichts des heiligen Ortes seine Schuhe auszieht (vgl. Ex 3,5 ).
Der übergroße, turmartig aufragende Kanzeldeckel geht deutlich auf niederländische Vorbilder zurück. Er ist an den Ecken mit sechs Frauen- und Männerfiguren versehen, deren Marterwerkzeuge die Kreuzigung in Erinnerung rufen. Die fünf Reliefs an der Laterne weisen auf die Auferstehung Jesu Christi, die Engel darüber auf die Ewigkeit hin. Auf dem mittleren Relief ist der Auferstandene mit Siegesfahne dargestellt, flankiert von zwei Emmaus-Jüngern und außen je einem Engel. Der bekrönende Engel ganz oben bläst eine Trompete und hält in der anderen Hand ein Buch mit den Worten Das ewige Evangelium. An der Unterseite des Schalldeckels wurde dem Kontrakt gemäß nicht, wie damals üblich, eine Taube, sondern eine Rose angebracht.

### Querschiff

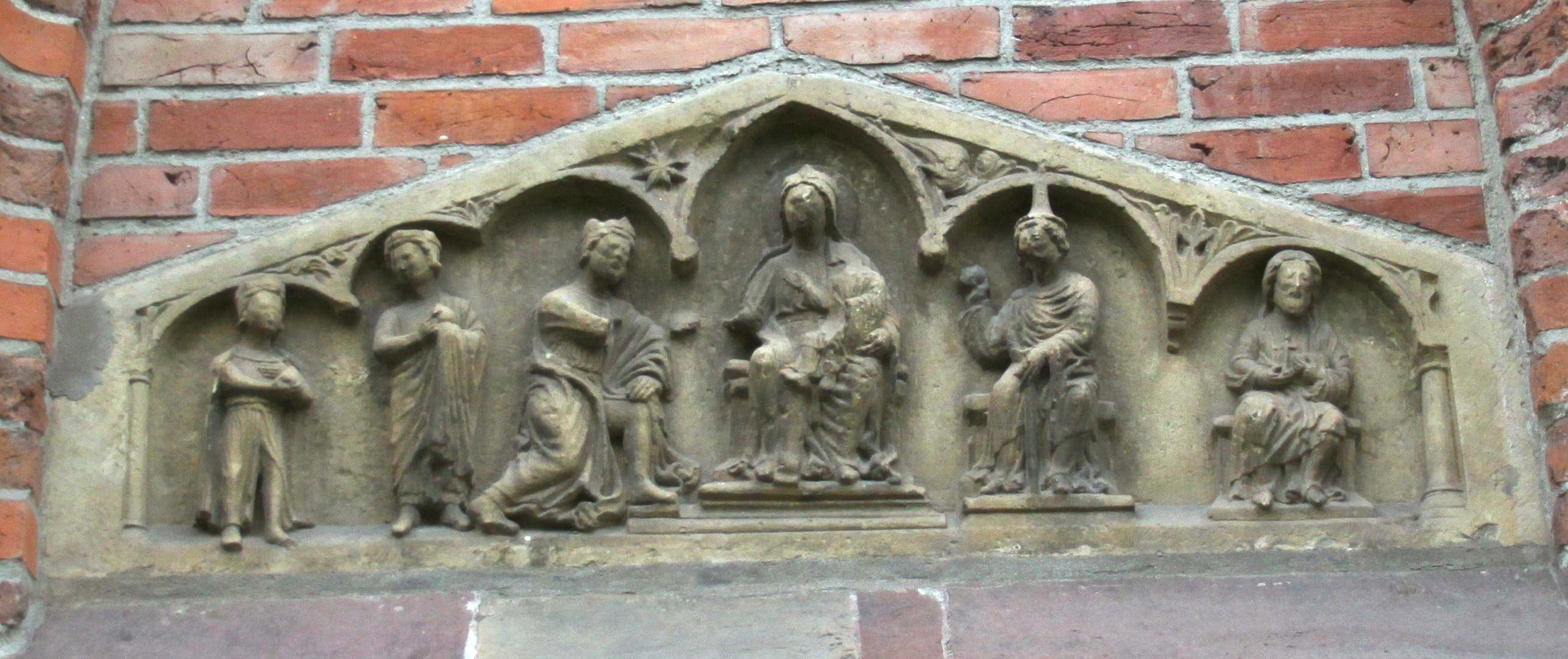
Sandsteinrelief über dem Nordportal (um 1250)

Über dem Nordportal des Querhauses befindet sich außen ein Relief. Es stellt die Anbetung der Könige dar, die auf der linken Seite zu sehen sind. Zentrales Element ist Maria mit dem Kind. Rechts von ihr sitzt Josef mit einem Judenhut als Kopfbedeckung und neben ihm ein Heiliger, vermutlich der Apostel Andreas.
Der in der Vierung aufgestellte Altar wurde 1985 geschaffen. Hier wird der lutherische Hauptgottesdienst mit Abendmahl abgehalten, während der Altar im Hochchor für Trauungen, Taufen und Andachten genutzt wird.
Die beiden großen Fenster an der Nord- und Südseite des Querschiffs zeigen die Reformatoren Martin Luther und Philipp Melanchthon.
Das zweitälteste original in der Ludgerikirche (nach den Grafenstühlen des Hochchores) verbaute Gestühl ist der 1587 errichtete Herrenboden, auf dem einst die Mitglieder des Norder Magistrats Platz nahmen. 1595 wurde er mit Bibelsprüchen in mittelniederdeutscher Sprache versehen. Unterhalb des Herrenbodens befinden sich einige Priechen, die teilweise reich mit Malereien verziert sind.
Die brückenartige Empore zwischen Querhaus und Chor, der so genannte Fürstenstuhl, wird auf das Jahr 1596 datiert. Sie wurde als Ersatz für die alten gotischen, zum Hochaltar ausgerichteten Grafenstühle errichtet und bot der gräflichen, später fürstlichen Familie nun eine gute Sicht nicht nur auf den Hochaltar, sondern auch auf die Kanzel, die seit der Reformation ein zweites gottesdienstliches Zentrum des Kirchenraumes darstellte. Von hier aus wurde der Predigtgottesdienst gehalten, der Abendmahlsgottesdienst dagegen vom Hochaltar aus. Im Jahre 1601 erhielt der Fürstenstuhl einen Giebel. Inmitten einer goldenen Sonne steht in hebräischen Schriftzeichen der Name Gottes, darunter die Jahreszahl 1601; ferner befinden sich dort die Wappen der Cirksena und des schwedischen Königshauses Wasa. Diesem entstammte die damalige Gräfin Katharina, die nach dem Tod ihres Mannes, Graf Edzard II. († 1. März 1599), ihren Wohnsitz zunächst in Norden, später dann in Berum hatte.

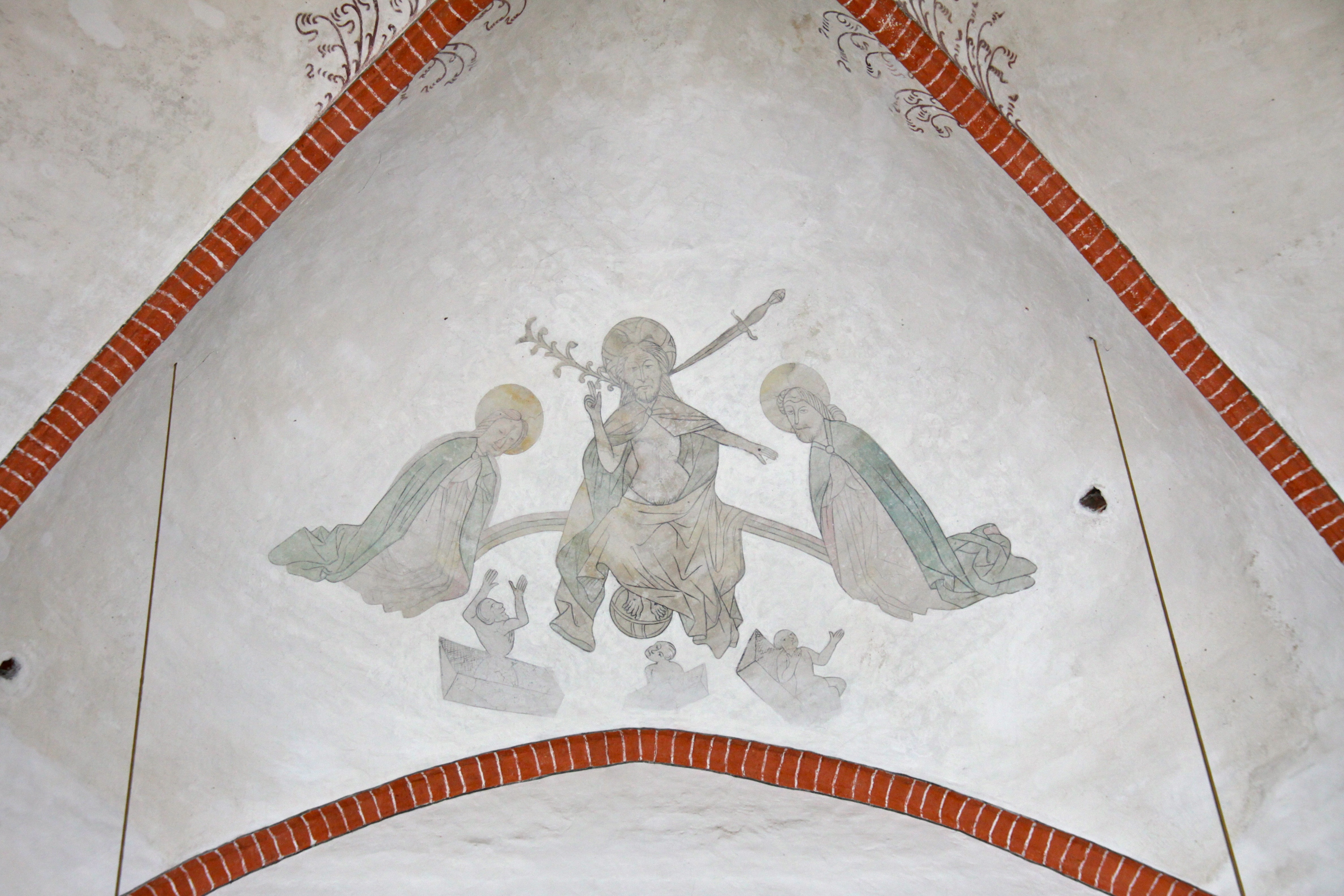
Fresko „Christus als Weltenrichter“

Unter dem Pedalturm der Orgel schließt sich unweit des Fürstenstuhls der 1711 von einem Oberstleutnant von Moltke in Auftrag gegebene Süderboden an, der im vorderen Bereich mit Schiebefenstern verschlossen ist. Die Brüstung trägt die Wappen des Oberstleutnants und seiner Frau. Bei der Restaurierung 1980–1985 konnte die ursprüngliche marmorierte Farbfassung, hierzulande eine Seltenheit, unter zwei späteren Fassungen vollständig freigelegt werden.
Am gegenüberliegenden Pfeiler befindet sich der so genannte Kirchenvorstandsstuhl, der ursprünglich einer Familie Steinböhmer gehörte. 1890 wurde er vom Kirchenvorstand erworben, als geplant war, diese Empore im Rahmen eines Kirchenumbaus abzureißen. Wie bei den anderen hölzernen Ausstattungsgegenständen der Kirche wurde auch hier am Kirchenvorstandsstuhl die älteste Farbfassung wiederhergestellt.
In der Vierung über dem Triumphbogen befindet sich ein Fresko mit Christus als Weltenrichter, ein für das späte Mittelalter typisches Motiv. Als Zeichen des Bundes Gottes mit den Menschen thront er auf einem Regenbogen. Seine Füße ruhen auf der Erdkugel. Schwert und Lilie gehen als Zeichen für Gerechtigkeit und Barmherzigkeit von seinem Haupt aus. Rechts und links knien Maria und Johannes als Fürbitter für die Menschen. Unter seinen Füßen erheben sich die Toten aus ihren Gräbern.

#### Epitaph des Unico Manninga

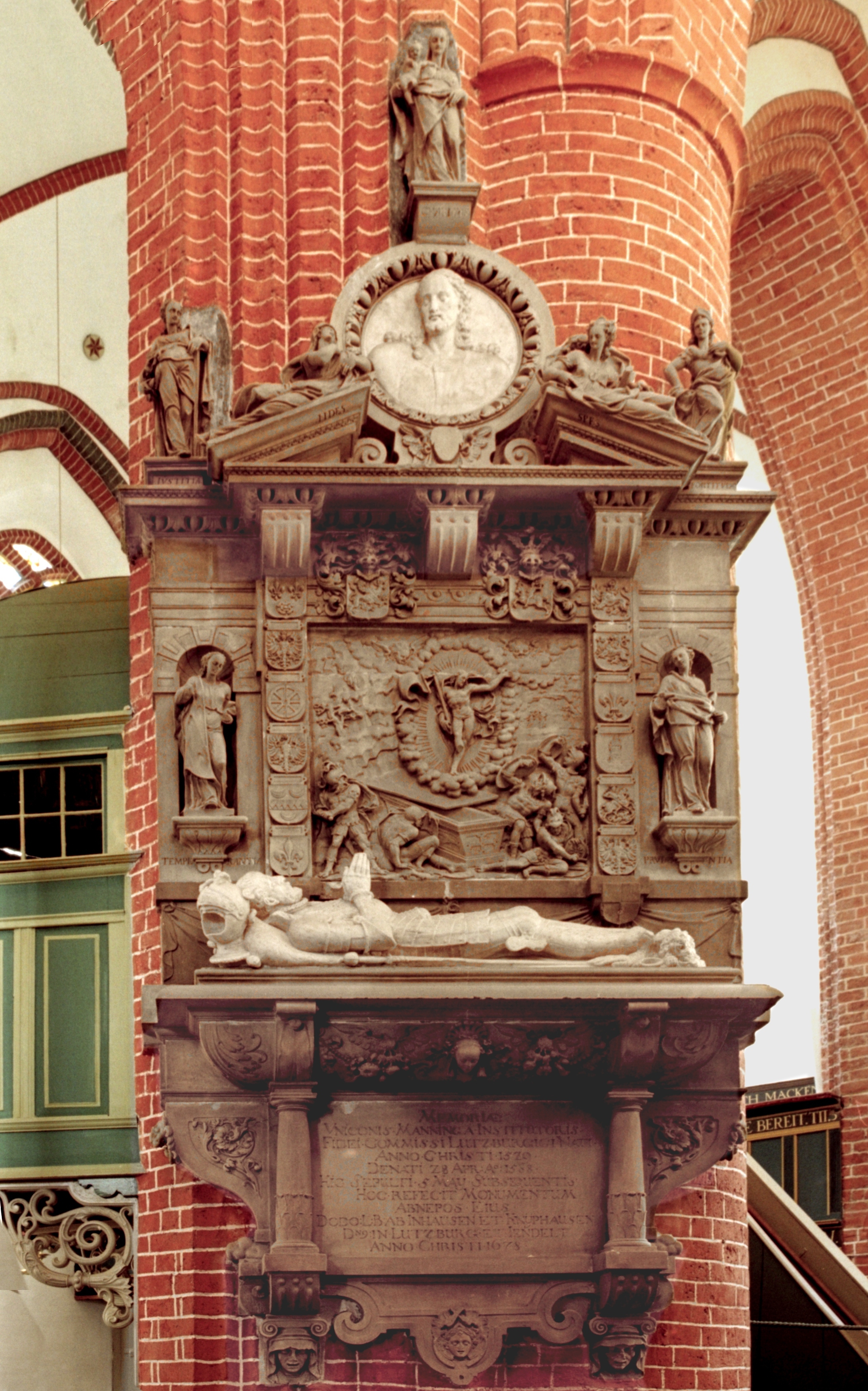
Grabmal des Unico Manninga

An der Rückseite des Pfeilers mit dem Kirchenvorstandsstuhl befindet sich das Grabdenkmal des Häuptlings Unico Manninga († 1588). Er war Drost von Lütetsburg, Erbauer der noch vorhandenen Vorburg des dortigen Schlosses sowie Ahnherr der Grafen und Fürsten zu Inn- und Knyphausen. Das von ihm herausgegebene Hausbuch gilt als ältestes wissenschaftliches Trachtenbuch Deutschlands.
Das Grabmal wurde 1678, genau 90 Jahre nach seinem Tod, hier angebracht oder neu errichtet. So scheinen die lebensgroße Marmorfigur des Toten und der ebenfalls marmorne Christuskopf von einem bereits 1588 errichteten Grabmal übernommen und in den barocken Architekturrahmen eingefügt worden zu sein.
Der Verstorbene wird liegend und betend dargestellt. Über ihm befindet sich, umrahmt von Familienwappen, ein Relief, das die Auferstehung Jesu zeigt. Es wird von Figuren der beiden Kardinaltugenden Besonnenheit und Klugheit flankiert. Über ihnen stehen auf dem Gesims die Statuen, die die Kardinaltugenden der Gerechtigkeit und Tapferkeit verkörpern. Der Giebel wird von einem Christuskopf durchbrochen, um den die Figuren der drei christlichen Tugenden Glaube, Liebe und Hoffnung gruppiert sind. Alle Tugenden sind durch Frauen mit den entsprechenden Attributen dargestellt und mit ihren lateinischen Namen versehen.

#### Orgel

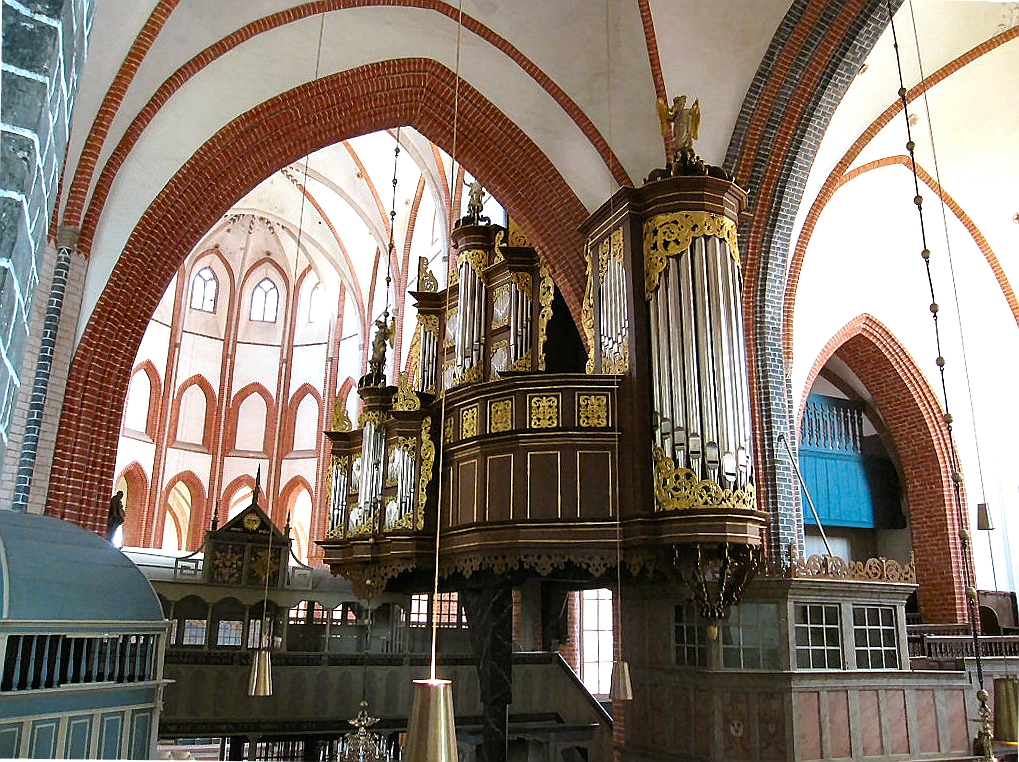
Die Schnitger-Orgel (1687) verfügt über einen einzigen großen Pedalturm am südöstlichen Vierungspfeiler.

Eine erste größere Schwalbennestorgel wurde 1567 von Meister Andreas de Mare an der Südwand direkt hinter dem südöstlichen Vierungspfeiler angebracht. Dieses Instrument wurde nach Kriegszerstörungen 1618 von Meister Edo Evers ersetzt, der Pfeifen aus der alten Orgel übernahm. Beides waren Chororgeln, die von dort aus ihre selbstständigen Aufgaben im Gottesdienst erfüllten. Erst nach 1641 wurde es üblich, auch den Gemeindegesang von der Orgel begleiten zu lassen.
Dieser neuen Aufgabe wurde Arp Schnitger beim Bau der heutigen Orgel (erbaut: 1686–1688, erweitert 1691/1692) gerecht, indem er sie auf eine neue, tiefer liegende und weiter in den Raum hineinragende Orgelempore baute, die bis in die Vierung hinein reicht und so die Orgel auch für die gottesdienstliche Gemeinde im Langschiff gut hörbar macht. Das Instrument verfügt über 46 Register, von denen acht von den Vorgängerbauten übernommen wurden. Die insgesamt 3110 Pfeifen sind auf fünf verschiedene Werke verteilt. Sie werden von drei Manualen und vom Pedal aus gespielt.
Das Instrument ist Schnitgers zweitgrößtes erhaltenes Werk in Deutschland und die zweitgrößte Orgel in Ostfriesland. Historisch und musikalisch stellt sie ein Kunstwerk von internationalem Rang dar.

### Hochchor
Die Ausstattung des Hochchors stammt im Gegensatz zum Langhaus und Querhaus überwiegend aus vorreformatorischer Zeit und ist der Gotik zuzuordnen. Dieser Teil der Kirche wird heute vorwiegend für kleinere gottesdienstliche Feiern wie Taufen, Trauungen und Wochenschlussandachten, aber auch für Konzerte genutzt.
Die mittelalterliche Ausmalung des Querschiffs und des Chores ist rein ornamental gehalten und unterstreicht die architektonischen Formen der späten Gotik. Nach der Reformation waren die Malereien jahrhundertelang weiß übertüncht. Bei der letzten großen Kirchenrenovierung (1980–1985) wurden sie wieder freigelegt.
Die hölzernen, mit Sternen bemalten Scheiben in den Gewölben folgen dem himmelstrebenden Ideal der Gotik. Daneben haben sie eine praktische Bedeutung, indem sie die Löcher im Gewölbe verdecken, aus denen früher die Seile für einen Seemannsstuhl herabgelassen wurden. Mit diesem konnte der Maler seinen Arbeitsplatz an der Decke erreichen.

#### Bestuhlung

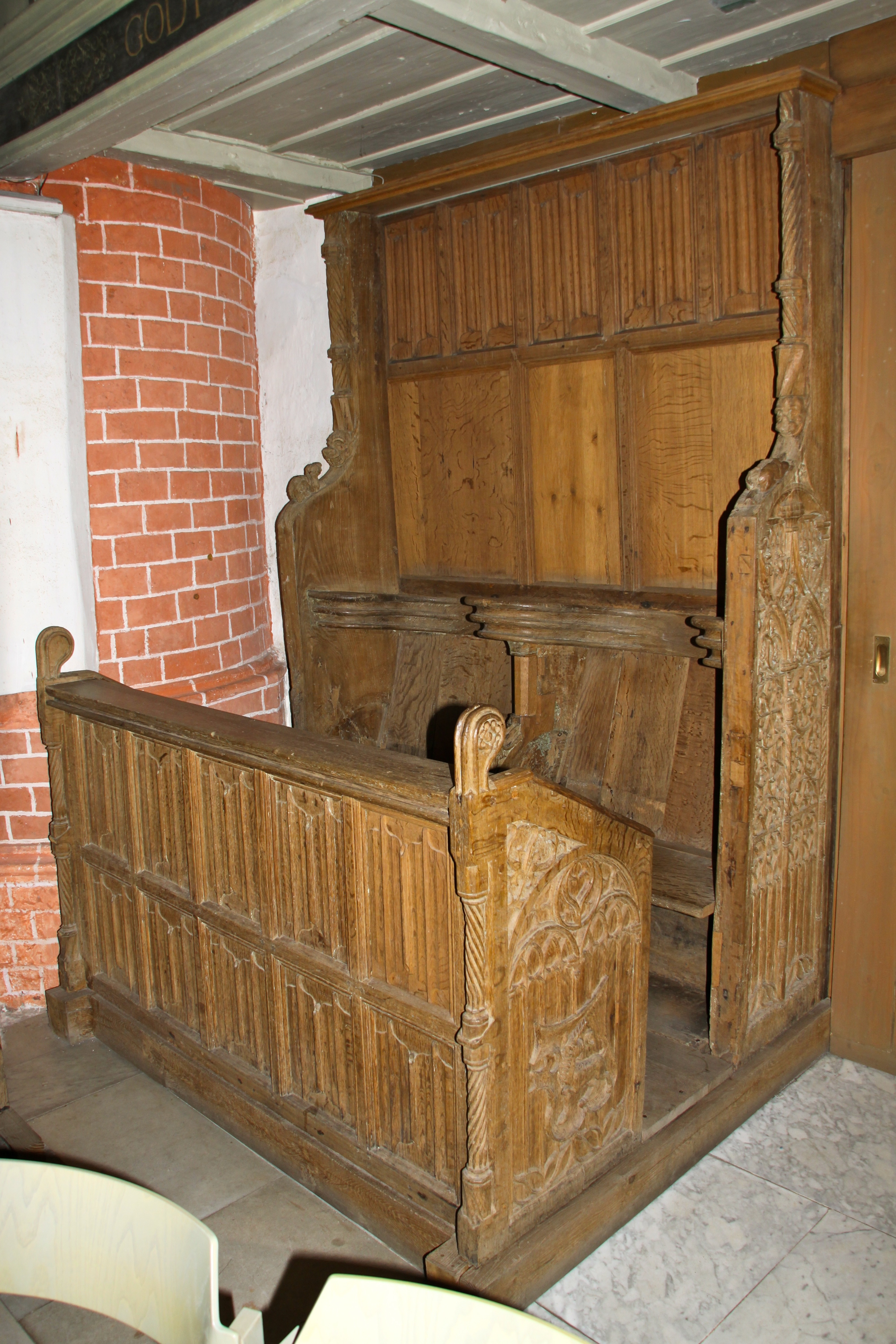
Spätgotischer Grafenstuhl mit Einhorn-Wappen

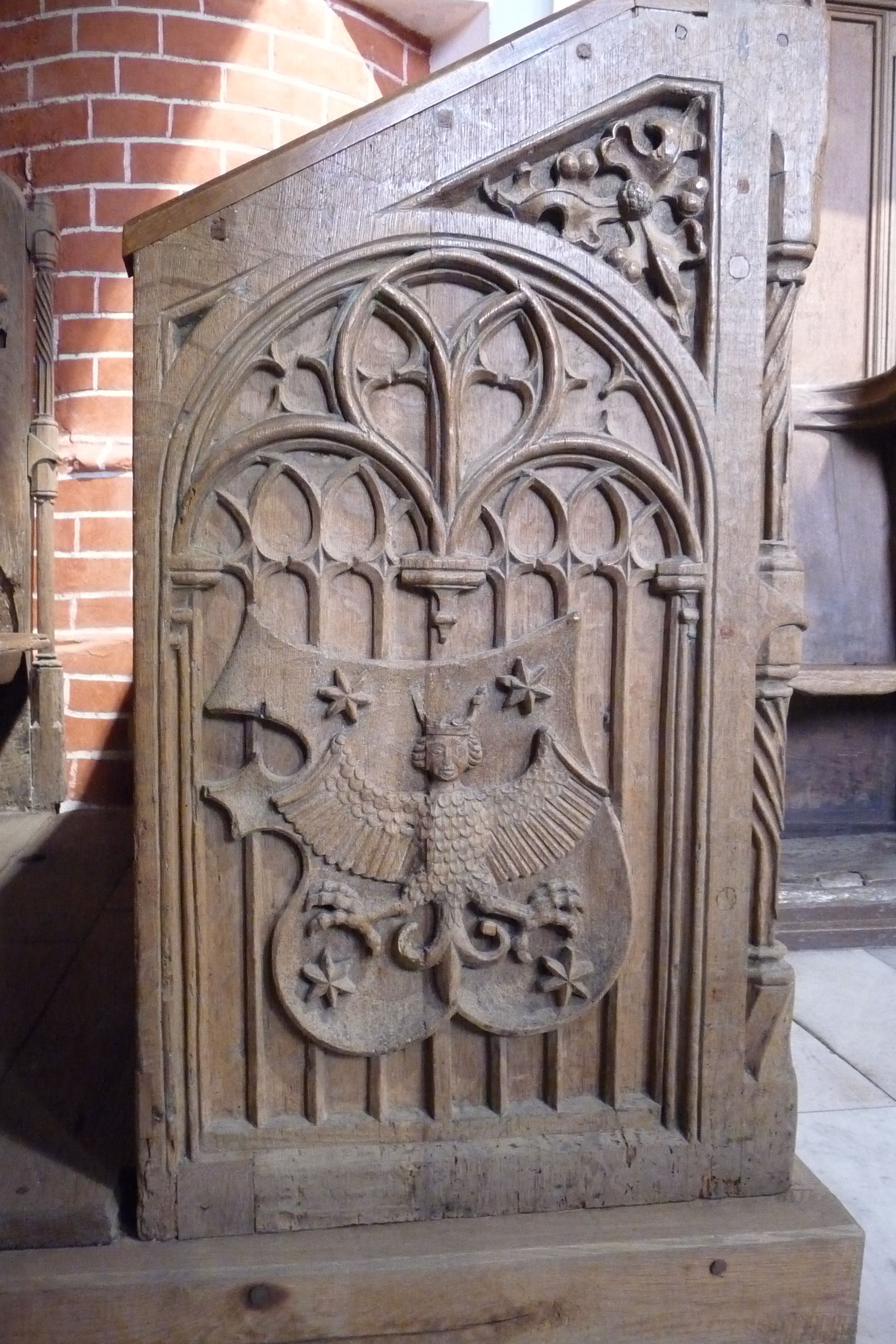
Chorpultseite des nördlichen Grafenstuhls mit dem Cirsena-Wappen

Zur gotischen Erstausstattung des Hochchors gehören die zweisitzigen Grafenstühle. Es wird vermutet, dass sie gleich nach Fertigstellung des Chors von Graf Ulrich I. in Auftrag gegeben wurden. An den Seitenwänden der Pulte sind sie mit geschnitzten Wappen verziert. Das nördliche trägt den Jungfrauenadler der Cirksena, das südliche ein Wappen mit einem Einhorn, dem Symbol für Christus, aber auch der Jungfräulichkeit, im Wappenschild. Beide sind holzsichtig. In der Mitte zwischen den Grafenstühlen steht ein Dreisitz, dessen Pult an seiner Südseite zwei christliche Symbole zeigt: einen Pelikan, der für die sich aufopfernde Liebe und für Jesus Christus steht und Jona im Maul eines Fisches, dessen Geschichte im Christentum als Symbol für den Tod und die Auferstehung Jesu gilt.
Das Chorgestühl an den beiden Seiten des Hochchores entstand 1481 vermutlich für das Benediktinerkloster Marienthal, das 1531 von Balthasar von Esens zerstört wurde. Wahrscheinlich Mitte der 1560er Jahre wurde es in die Ludgerikirche verbracht, als während der Amtszeit von Pastor Andreas Larletanus (1565–1577) der Chorraum in einen Abendmahlschor reformierter Prägung umgestaltet wurde. Das ehemalige Mönchsgestühl musste vor dem Einbau verkürzt werden und diente nun in kreisförmiger Anordnung der Gemeinde als Kommunikantenbank. Die dabei übrig gebliebenen Sitze befinden sich im Chorumgang. Die östlichen Seitenwangen sind an der nördlichen Stuhlreihe mit der Kreuzigung Jesu verziert; an der südlichen Stuhlreihe ist die Verkündigung des Engels Gabriel an Maria zu sehen. Die Handknäufe zwischen den Stuhlreihen zeigen pflanzliche Motive und einen Menschenkopf.

#### Hochaltar

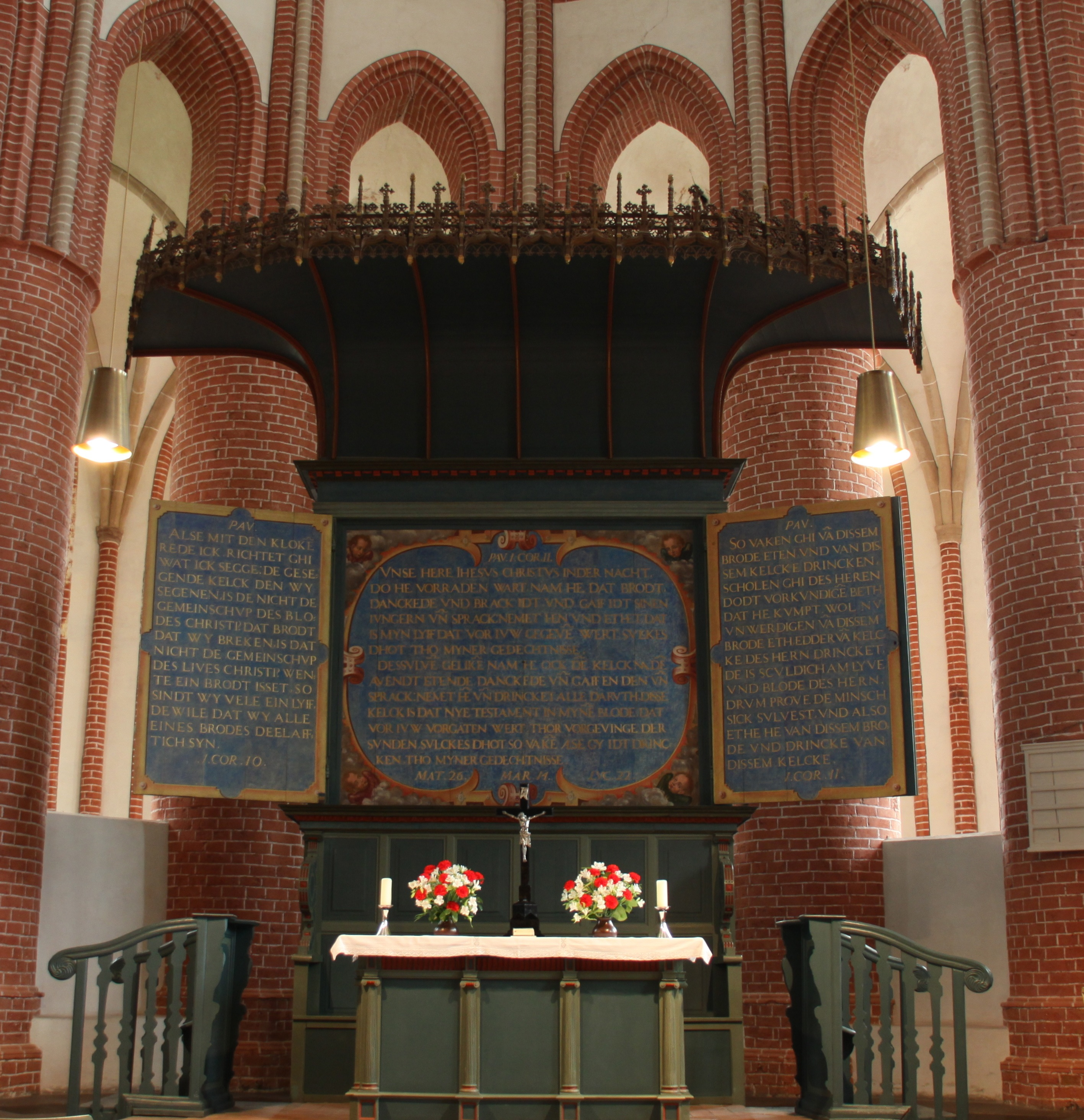
Der Hochaltar aus der Spätgotik wurde im Zuge der Reformation in einen protestantischen Schriftaltar umgestaltet.

Von den fünf Altären, die vor der Reformation in der Ludgerikirche standen, ist der Hochaltar (entstanden vor 1481) der einzige, der in Teilen erhalten blieb. Der spätgotische Schnitzaltar war vor seiner Umgestaltung wahrscheinlich ein Marienaltar.
Von diesem stammt der spätgotische Baldachin, der am Rand mit Kielbögen, Fialen, Kreuzblumen und gotischen Krabben verziert ist. Der Altar ist vom reformatorischen Bildersturm geprägt. In Norddeutschland treten daran anschließend im 16. und 17. Jahrhundert in den reformierten aber auch lutherischen Kirchen Schriftaltäre an die Stelle der mittelalterlichen Bildwerke. Der Norder Altar wurde im Jahre 1577 in mittelniederdeutscher Sprache mit Goldbuchstaben auf azurblauem Hintergrund beschrieben. In geöffnetem Zustand ist auf den beiden Flügeln des Triptychons jeweils ein Auszug aus dem 1. Brief des Paulus an die Korinther zu sehen. Es sind dies auf der linken Seite 1 Kor 10,15–17  sowie auf der rechten 1 Kor 11,26-28 . Auf der Mitteltafel wird der Einsetzungstext zum Abendmahl aufgeführt (1 Kor 11,23–25 ).
Die Flügeltüren wurden den liturgischen Gewohnheiten folgend bei den täglichen Wochengottesdiensten geschlossen. Auf der dann zu sehenden Werktagsseite sind die Zehn Gebote aufgeführt, die das Alltagsleben regeln.
Der durch Ionische Säulen in drei Felder gegliederte hölzerne Abendmahlstisch in antikisierender Tempelarchitektur ersetzte 1577 die ursprüngliche, steinerne Mensa.
Die beiden Kniebänke rechts und links des Altars stammen wahrscheinlich aus dem Jahre 1785. In diesem Jahr wurden die inneren Schrifttafeln durch spätbarocke Gemälde des Groninger Historienmalers Friedr. Corn. de Hosson verdeckt und die Zehn Gebote auf der Rückseite einfarbig übermalt. 1983 wurden die Gemälde zur Restaurierung abgenommen, so dass der Schriftaltar heute wieder in seiner ursprünglichen Form zu sehen ist. Die abgenommenen Gemälde hängen seither im Langhaus. Die Beschriftung der Rückseiten der Altarflügel war schon 1892 wiederhergestellt worden, damals allerdings mit schwarzem Hintergrund.

#### Sakramentshaus

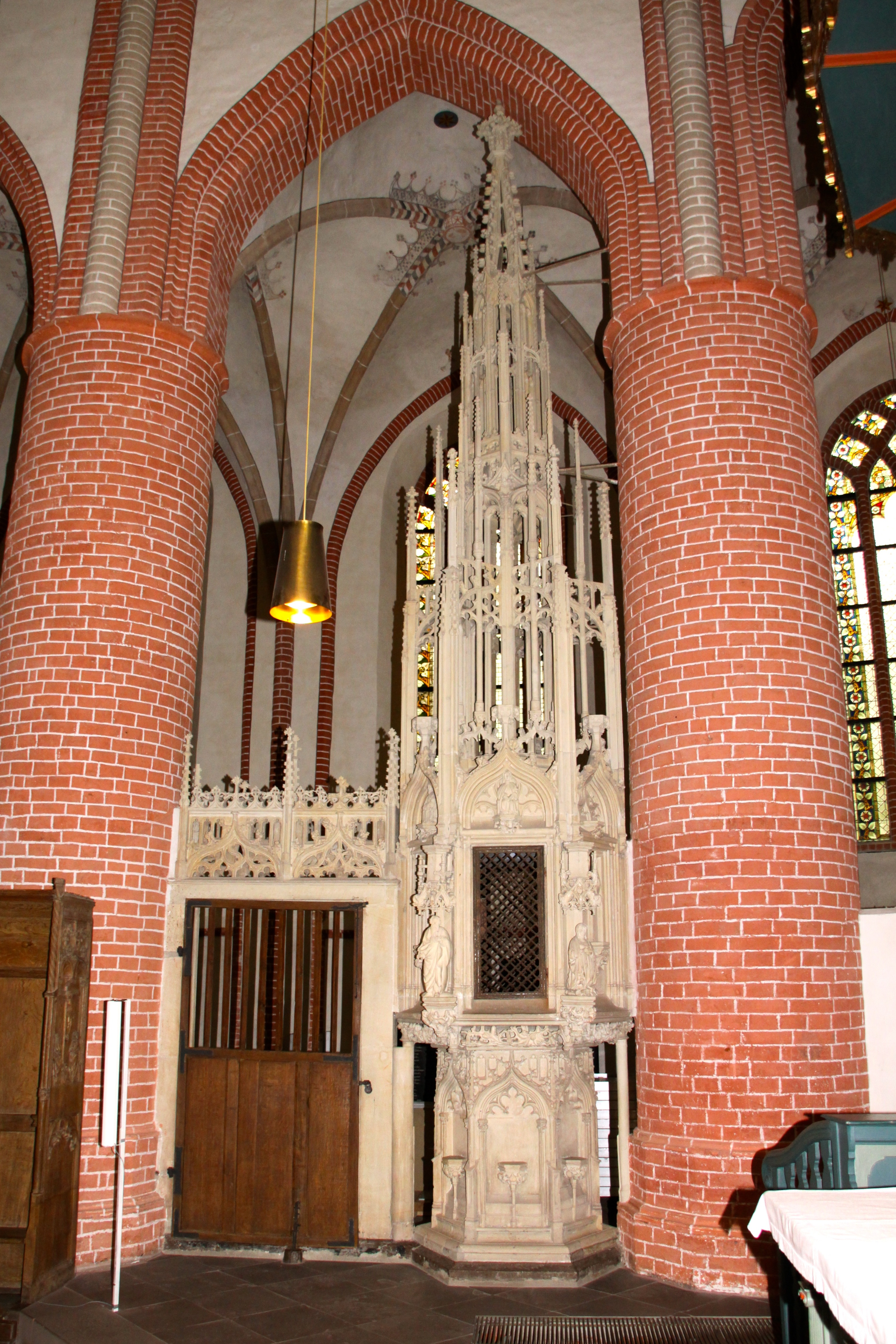
Das spätgotische Sakramentshaus

Zwischen zwei der nördlichen Rundpfeiler des Chores befindet sich links neben dem Altar das um 1480 aus Baumberger Kalksandstein gearbeitete Sakramentshaus. Es stellt in verkleinerter Form die Vorstellung der idealen Architektur eines Turms der Gotik dar, wie sie in Wirklichkeit nicht zu realisieren war, da die zierlichen Formen aus dem weichen Stein im Außenbereich den klimatischen Bedingungen nicht standhalten können.
Die mehrstöckige Bekrönung wirkt wie ein spätgotischer Kirchturmhelm. An dessen Spitze befand sich ursprünglich ein Pelikan.
Der figürliche Schmuck ist jüngeren Datums. Eine der Figuren stammt aus der Werkstatt des Meisters des Molbergener Altares. Vermutet wird, dass auch ursprünglich ein reichhaltiger Figurenschmuck vorhanden war. Das Sakramentshaus bildet mit dem anschließenden Türsturz, der die gleichen spätgotischen Zierelemente trägt, eine Einheit.
Im Inneren des Sakramentshauses sind vier Wandfresken erhalten, die aus der Zeit um 1500 stammen. Jede dieser Fresken zeigt einen Engel, der in der einen Hand eine brennende Kerze hält und mit der anderen Hand ein Weihrauchfass schwingt. So sollte die Verehrung der einst im Inneren aufbewahrten Hostien zum Ausdruck gebracht werden.
Im 19. Jahrhundert war das Tabernakel in einem so desolaten Zustand, dass es im Jahre 1886 renoviert wurde. Im Zuge der neugotischen Bewegung wurden Teile des mittelalterlichen Werkes nachempfindend rekonstruiert. Einige Figuren wurden frei ergänzt und Originales verändert. Insgesamt wurden 90 Ergänzungsstücke angefertigt und an der Spitze an Stelle des Pelikans eine Kreuzblume aufgesetzt.

#### Taufstein

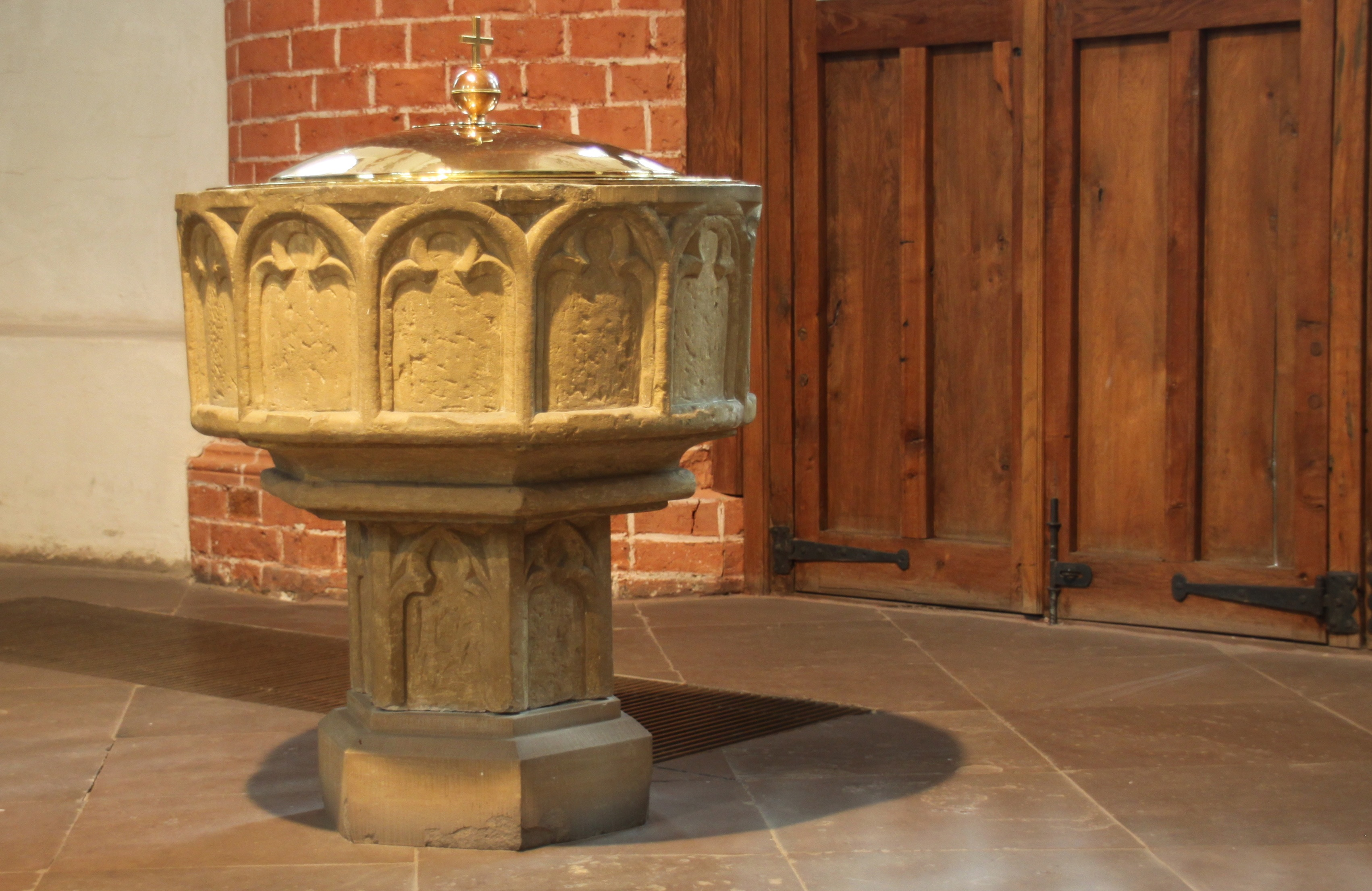
Das Taufbecken ist der älteste Einrichtungsgegenstand.

Der vermutlich aus dem frühen 14. Jahrhundert stammende Taufstein ist das älteste Ausstattungsstück der Ludgerikirche. Er wurde aus Bentheimer Sandstein geschaffen. Das runde Taufbecken ruht auf einem sechseckigen Schaft. Beide Teile sind mit Dreipassbögen verziert. Im Jahre 1957 erhielt das Taufbecken seinen heutigen Messingeinsatz und der Taufstein wurde an seinem gegenwärtigen Platz neben dem Hochaltar aufgestellt, nachdem er zuvor im Laufe der Jahrhunderte mehrfach seinen Standort gewechselt hatte.

### Chorumgang
Wie beim Hochchor stammt auch die Ausstattung des Chorumgangs überwiegend aus vorreformatorischen Zeiten. An den Pfeilern sind hier viele Epitaphe, meist als hölzerne Erinnerungstafeln zu sehen. Auf dem Boden befinden sich mehrere steinerne Grabplatten, die davon zeugen, dass der Raum unter dem Kirchenfußboden bis 1803 als Begräbnisstätte genutzt wurde.
Im Chorumgang wurden zum Schutz vor weiterer Verwitterung die Reste jener Skulpturen aus Baumberger Sandstein aufgestellt, die bis 1957 in den Fensterblenden der Querschiffgiebel ihren Platz hatten. Sie werden auf das zweite Viertel des 13. Jahrhunderts datiert und lassen den Einfluss der französischen Kathedralplastik erkennen. Ursprünglich stammen sie wahrscheinlich von der ehemaligen Andreaskirche. Von größerer künstlerischer Bedeutung ist die Gruppe der Verkündigung. Die sehr gut erhaltene Statue der Maria steht hier einem Engel (heute ohne Kopf) gegenüber, der auf sie zuzugehen scheint, um ihr die Geburt Jesu anzukündigen. Links neben dieser Gruppe steht ein Engel, der der Taufe Jesu beiwohnt und dabei seine Kleidung hält. Zu den weiteren im Chorumgang ausgestellten Gegenständen zählt eine Inschrift in Sandstein, die ursprünglich über dem Südportal angebracht war. Sie gilt als erstes eindeutiges schriftliches Zeugnis aus der Baugeschichte der Ludgerikirche. Sie wurde wohl im Gedenken an den Wiederaufbau des Querschiffs im Jahre 1445 angebracht. Durch ihre starke Verwitterung war eine Entzifferung schwierig. Im weiteren Verlauf des Chorumgangs findet sich noch die Figur eines bärtigen Heiligen. Sie war früher über dem Südportal angebracht und wurde lange Zeit fälschlicherweise als Liudger angesehen. Ergänzte Kopien der Sandsteinfiguren und der Inschrift, angefertigt von dem Bildhauer Georg Arfmann aus Königslutter, schmücken seit 1988 wieder die südliche Querhausfront.

### Glocken
Das Geläut der Kirche besteht aus drei Bronzeglocken. Die älteste noch erhaltene Glocke ist die mittlere (e'), die so genannte Lutherglocke. Sie wurde 1911 von M & O Ohlsson in Lübeck gegossen. Dabei wurde Material einer Glocke aus dem Jahre 1489 (Annenglocke) wiederverwendet, die seinerzeit vom Sohn des Ghert Klinghe, Barthold Klinghe, gegossen wurde. Aus dem so gewonnenen Material wurde eine weitere, die Christusglocke gegossen, die – wie auch die anderen Glocken im Turm – in den Weltkriegen abgegeben werden mussten (nach dem Ersten Weltkrieg wurden sie zurückgegeben, im Zweiten Weltkrieg eingeschmolzen). Erhalten blieb die Lutherglocke als kleinste des Geläuts. Sie war von 1917 bis 1919 und von 1942 bis 1951 die einzige Glocke im Turm. Auf der Lutherglocke sind ein Relief des Namenspatrons nebst Schriftzug, der Vers „Ein feste Burg ist unser Gott ein gute Wehr und Waffen“, die Namen der Prediger Thomsen, Schomerus und Buse sowie der Kirchenvorsteher Eiben, Schwandt, Straakholder, de Boer, Franzen, Janssen, Hinrichs, Hasbargen, Hibben, Hobbje, Siemons und Eilts abgebildet.
Die Schlagglocke (f) im Dachreiter wurde 1921 von der Glocken- und Kunstgießerei Rincker gegossen. Die große Glocke (d') und die kleine Glocke (f') wurden 1971 ebenfalls von Rincker hergestellt. Sie ersetzten zwei schadhaft gewordene Stahlguss-Glocken aus der Nachkriegszeit. Das Geläut hing bis 1971 deutlich sichtbar in den großen Schallöffnungen des Turmes. Seither haben die Glocken einen Glockenstuhl im Inneren des Gebäudes.

#### Glockenspiel
In der östlichen großen Schallöffnung des Turms wurde 1992 ein von der niederländischen Glockengießerei Eijsbouts angefertigtes Glockenspiel installiert. Viermal am Tag (jeweils um zwei Minuten vor 9, 12, 15 und 18 Uhr) ist Liedgut aus den jeweiligen Kirchenjahreszeiten zu hören. Die große Glocke ist mit der Inschrift NÖRDER BÖRGERS HEBBEN DIT KLOCKEN SPILL GETEN LATEN – GOTT TO EHR UN DE MINSKEN TO FREID versehen. Die 18 Glocken sind auf die Töne g, a, h, c1, cis1, d1, dis1, e1, f1, fis1, g1, gis1, a1, b1, h1, c2, cis2, d2 gestimmt. Sie haben eine ungewöhnliche Form, die so berechnet ist, dass die jeweilige Tonhöhe ohne störende Nebentöne eindeutiger als gewöhnlich zu hören ist. Daher sind die Melodien mühelos zu erkennen und auch die Zusammenklänge der mehrstimmigen Stücke ungewohnt wohlklingend. Es ist das zweite Glockenspiel, das in dem Turm installiert wurde.
Das erste wurde im März 1936 von der Firma Korfhage & Söhne, Buer/Osnabrück, geliefert und im nördlichen Schallloch des Glockenturms angebracht. Die zwölf Bronzeglocken waren auf die Töne g, a, h, c1, d1, e1, f1, fis1, g1, a1, h1, c2 gestimmt. Die damaligen Planungen sahen eine Anlage von insgesamt 25 Glocken vor. 13 weitere Glocken sollten zu einem späteren Zeitpunkt eingebaut werden, was jedoch nicht geschah. Während des Zweiten Weltkrieges mussten im Jahre 1942 fast alle Glocken abgegeben werden. Lediglich vier überstanden den Krieg auf dem Boden des Turms. Kirchenglocken waren wegen ihrer Bronze kriegswichtiges Material und wurden im gesamten Reich eingezogen, um nach ihrer Einschmelzung unter anderem in der Rüstungsindustrie Verwendung zu finden. Ende der 80er Jahre initiierte der damalige Bürgermeister der Stadt, Fritz Fuchs, eine Spendensammlung, mit der das heutige Glockenspiel finanziert wurde.

## Kirchengemeinde und Superintendentur
Die Ludgeri-Kirchengemeinde ist die größte der Stadt Norden. Die Kirche ist zugleich Sitz des Superintendenten für den Kirchenkreis Norden. Das Amt ist derzeit (Stand 3/2024) mit Christian Neumann besetzt.